# Conus
Conus (nomeados, em inglês e português, cone -sing.) é um gênero de moluscos gastrópodes marinhos predadores pertencentes à família Conidae da subclasse Caenogastropoda e ordem Neogastropoda, classificado por Carolus Linnaeus, em 1758, ao descrever suas primeiras espécies em seu Systema Naturae; notadamente Conus marmoreus, sua espécie-tipo.
Sua distribuição geográfica abrange principalmente os oceanos tropicais da Terra, encontrando-se um considerável número de espécies na região do Indo-Pacífico.

## Taxonomia
Como suas conchas, sólidas e em sua maior parte coloridas, têm uma característica forma cônica, surpreendentemente homogênea, classificações até o início do século XXI colocavam todos os Conidae sob este gênero (Conus); agora dividido após trabalhos de sequenciamento de DNA que incluíram a determinação de novos gêneros (Californiconus, Conasprella, Lilliconus, Malagasyconus, Profundiconus e Pygmaeconus) e famílias (como a família Conorbidae, para espécies como a brasileira Conus selenae, agora Artemidiconus selenae (van Mol, Tursch & Kempf, 1967)).

## Descrição
Compreende, em sua totalidade, caramujos de conchas cônicas e espiral larga, mais ou menos aplainada (em espécies como Conus excelsus ela chega a ser alta, tornando a concha bicônica) e, às vezes, esculpida com nódulos; pequenas ou atingindo tamanhos superiores a 10 centímetros de comprimento, geralmente com superfície lisa e revestida por desenhos e marcações coloridas formando manchas, faixas, pontuações e até mesmo formas triangulares. 
Suas columelas não possuem pregas columelares, o lábio externo é bastante delgado e a abertura costuma ser estreita, acompanhando o traçado da columela (tornando-se mais alargada em espécies que se alimentam de peixes); e seus canais sifonais não se destacam do formato da concha. Estes moluscos têm um perióstraco mole, cobrindo suas conchas, e alguns têm um pequeno opérculo.
O animal possui um prolongamento tubular, largo, que pode ser esticado e sobrepassar amplamente a borda da concha, sendo utilizado em sua alimentação, após o disparo de sua rádula, ligada a glândulas de peçonha, como um arpão de veneno.
Suas rádulas são modificadas, em forma de dardo e inoculadoras de veneno, sendo disparadas e ficando no tecido de suas vítimas, tornando-se substituídas, constantemente, para novos ataques. Nas espécies piscívoras, como Conus geographus, elas são potencialmente fatais em humanos. 

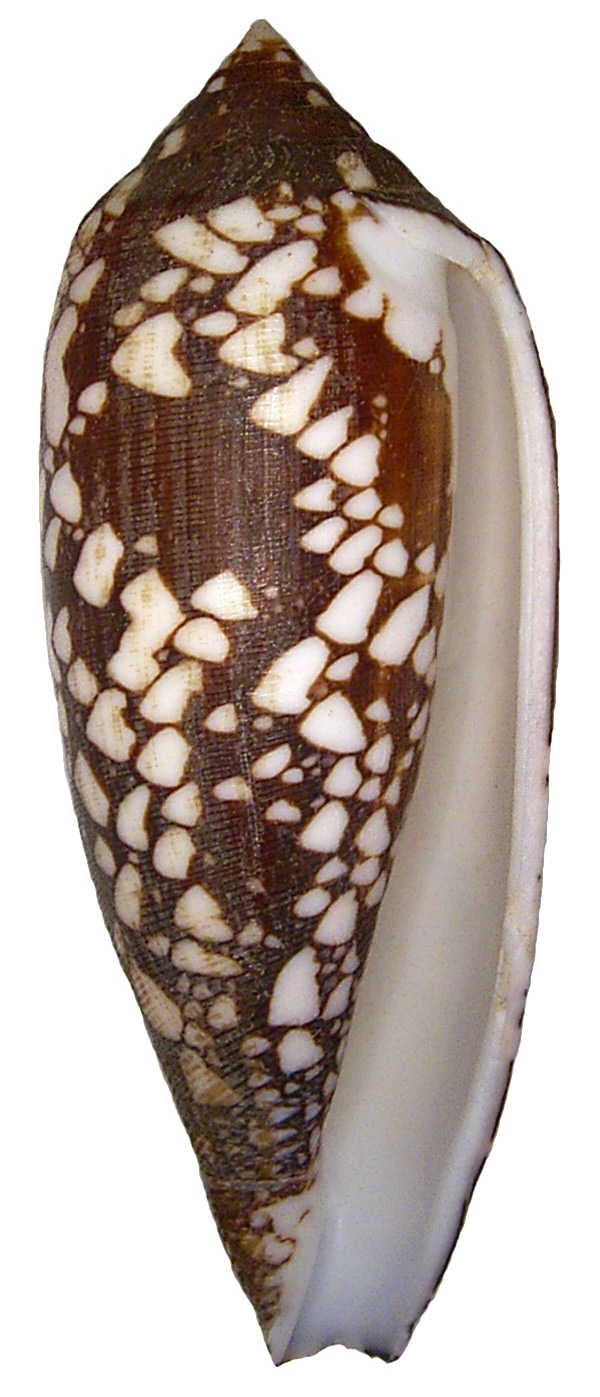
Uma concha de Conus aulicus Linnaeus, 1758, encontrada na zona entremarés do Indo-Pacífico.[1] Esta é uma das espécies que pode causar acidentes em humanos.
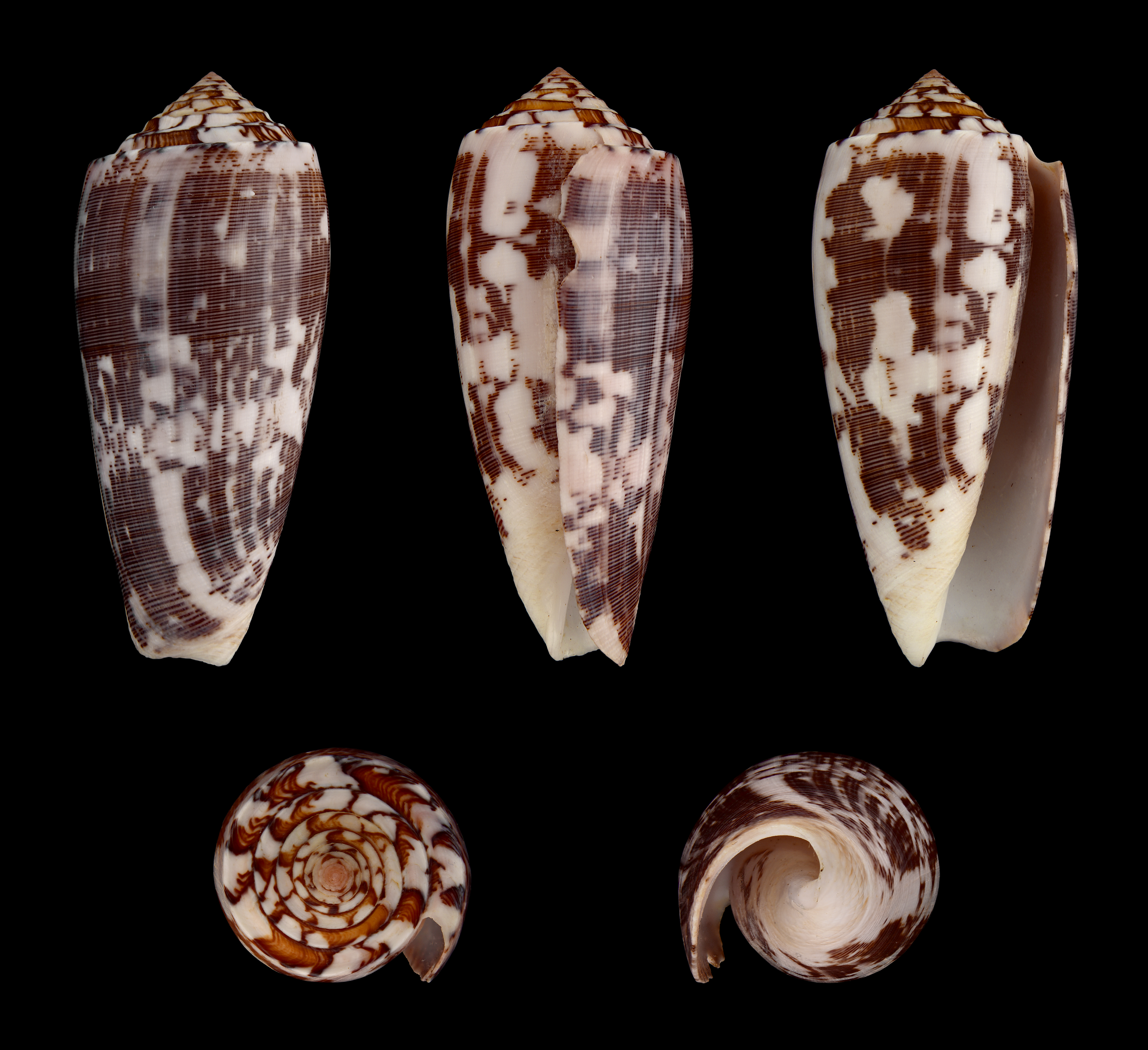
Cinco vistas da concha de Conus striatus Linnaeus, 1758, encontrada em águas rasas do Indo-Pacífico e sendo uma das espécies associadas a mortes em humanos, por envenenamento.
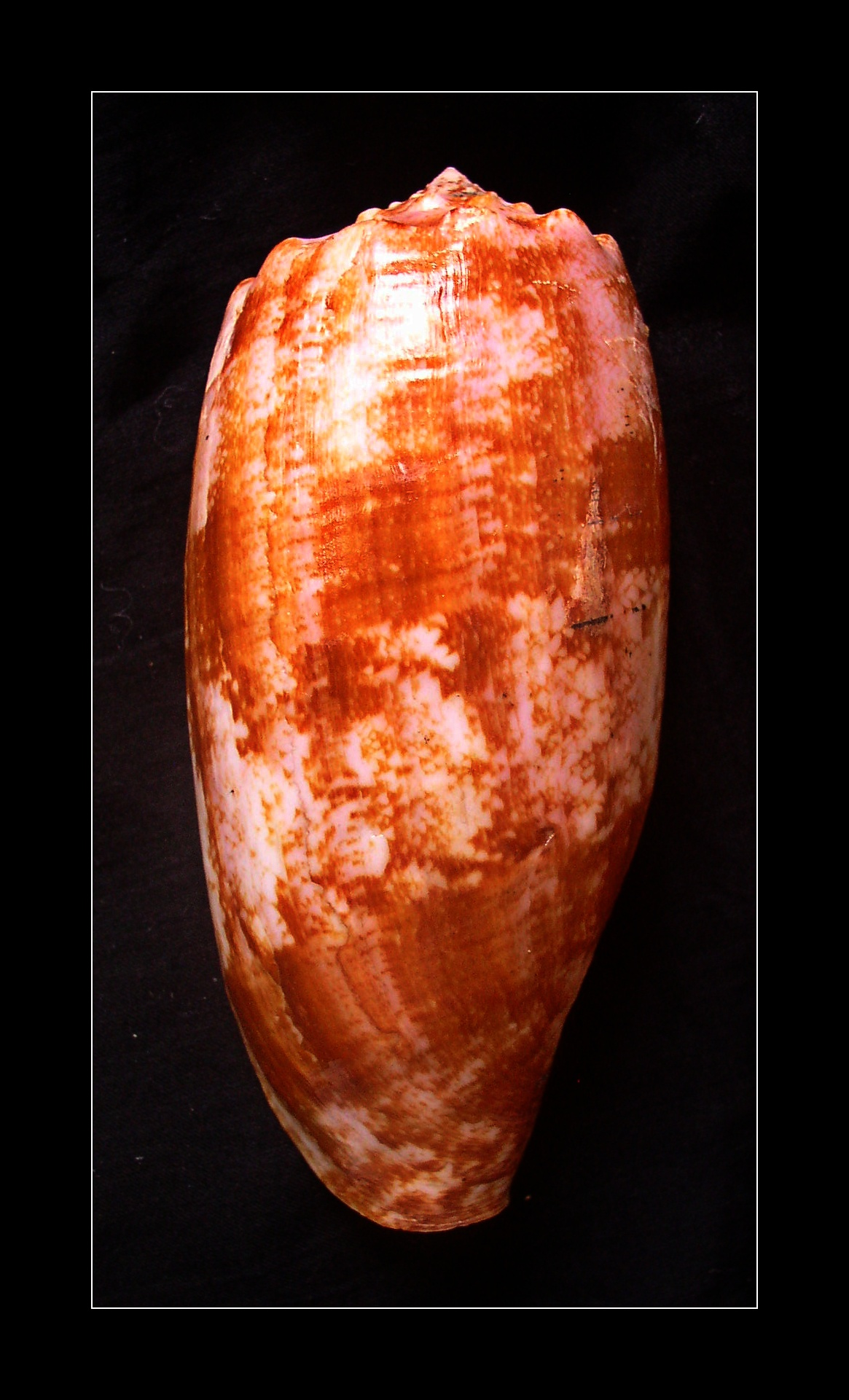
Concha de Conus geographus Linnaeus, 1758, encontrada em águas rasas do Indo-Pacífico[17] e sendo a espécie mais associada a mortes humanas por envenenamento.

## Espécies potencialmente perigosas ao homem
Acidentes com Conus causam envenenamentos humanos graves e até mesmo óbitos por sua ação neurotóxica de substâncias denominadas conotoxinas, indutoras do bloqueio de receptores sinápticos e causadoras de paralisia muscular miorrelaxante, ocasionando em parada respiratória entre os quarenta minutos a cinco horas após o contato. 
Estes animais costumam enterrar-se na areia, parcialmente, durante o dia, para sair à caça de suas presas à noite. Estas presas podem constituir-se de vermes, outros moluscos e peixes. Cerca de dezoito espécies diferentes foram registradas como ofensivas ao homem, sendo mais perigosas as que possuem regime alimentar piscívoro, em sua maioria presentes na região do Indo-Pacífico tropical, como Conus geographus (a espécie mais associada a mortes humanas), Conus aulicus, Conus marmoreus, Conus striatus, Conus textile e Conus tulipa. 
Como as presas destas espécies são normalmente mais rápidas, tais criaturas desenvolveram um poderoso veneno que pode matá-las ou paralisá-las instantaneamente. Algumas espécies que provocam acidentes graves não são piscívoras, como Conus marmoreus. No Atlântico Ocidental, uma espécie potencialmente perigosa é Conus regius Gmelin, 1791, que ocorre comumente desde o mar do Caribe (sul da Flórida, Antilhas e Bahamas) até a costa do estado de São Paulo, na região sudeste do Brasil, a pouca profundidade. Existem aproximadamente 30 registros de humanos mortos por espécies de Conidae (NELSON, 2004; Nature). As vítimas humanas sofrem pouca dor, porque o veneno contém um componente analgésico. Há espécies que, alegadamente, podem matar um humano em menos de cinco minutos; assim o nome cigarette snail (caramujo de cigarro), como afirmando que sua vítima só tem tempo de fumar um cigarro antes de morrer. Eles também podem picar através de uma roupa de mergulho. Possuem enormes possibilidades para a produção de drogas analgésicas; pois certas proteínas, neles contidas, podem atacar receptores de dor humanos específicos e podem ser até 10.000 vezes mais potentes que a morfina, sem os efeitos colaterais e perigosos desta.

## Espécies deConus
De acordo com o World Register of Marine Species, incluídos os sinônimos no gênero e extintas.
- Conus abbas Hwass in Bruguière, 1792
- Conus abbreviatus Reeve, 1843
- Conus abrolhosensis Petuch, 1987 (Conus baiano Coltro, 2004)
- Conus abruptus P. Marshall, 1918 †
- Conus achatinus Gmelin, 1791 (Conus ranunculus Hwass in Bruguière, 1792)
- Conus acutangulus Lamarck, 1810 (Conus gemmulatus G. B. Sowerby II, 1870; Conus turriculatus G. B. Sowerby II, 1866; Conus wilmeri G. B. Sowerby III, 1882)
- Conus adami Wils, 1988 (Conus trigonus adami Wils, 1988)
- Conus adamsonii Broderip, 1836 (Conus cingulatus G. B. Sowerby I, 1825 - homônimo júnior inválido de Lamarck, 1810; Conus rhododendron Jay, 1839)
- Conus adenensis E. A. Smith, 1891
- Conus admirationis Poppe & Tagaro, 2015
- Conus advertex (Garrard, 1961)
- Conus aemulator A. P. Brown & Pilsbry, 1911 † (Conus veatchi Olsson, 1922 †)
- Conus aemulus Reeve, 1844 (Conus tamsianus Dunker, 1853)
- Conus aequiquadratus Monnier, Tenorio, Bouchet & Puillandre, 2018
- Conus africanus Kiener, 1848
- Conus aito Rabiller & Richard, 2014
- Conus alabaster Reeve, 1849
- Conus alainallaryi Bozzetti & Monnier, 2009
- Conus albellus Röckel & Korn, 1990
- Conus albuquerquei Trovão, 1978
- Conus alconnelli da Motta, 1986 (Conus pennasilicorum Bozzetti, 2017)
- Conus alexandrei (Limpalaër & Monnier, 2012)
- Conus alexandrinus Kaicher, 1977 (Conus jaspideus Kiener, 1846 - homônimo júnior inválido de Gmelin, 1791; Conus danieli Crosse, 1858)
- Conus alfi (Thach, 2016)
- Conus algoensis G. B. Sowerby I, 1834
- Conus aliwalensis (S. G. Veldsman, 2018)
- Conus allaryi Bozzetti, 2008
- Conus alrobini (Thach, 2016)
- Conus amadis Gmelin, 1791 (Conus arbornatalis da Motta, 1978; Conus subacutus Fenaux, 1942)
- Conus ambiguus Reeve, 1844 (Conus griseus Kiener, 1846; Conus miser Boivin, 1864)
- Conus ammiralis Linnaeus, 1758 (Conus architalassus [Lightfoot], 1786; Conus vicarius Linnaeus, 1767)
- Conus amphiurgus Dall, 1889 (Conus juliae Clench, 1942)
- Conus amplus Röckel & Korn, 1992 (Conus nisus Kiener, 1846 - homônimo júnior inválido de Dillwyn, 1817)
- Conus anabathrum Crosse, 1865 (Conus floridanus Gabb, 1869; Conus floridensis G. B. Sowerby II, 1870)
- Conus anabelae Rolán & Röckel, 2001
- Conus andamanensis E. A. Smith, 1879
- Conus andremenezi Olivera & Biggs, 2010
- Conus anemone Lamarck, 1810 (Conus carmeli Tenison Woods, 1877; Conus flindersi Brazier, 1898; Conus incinctus Fenaux, 1942; Conus maculatus G. B. Sowerby II, 1858 - homônimo júnior inválido de Bosc, 1801 / Perry, 1811; Conus maculosus G. B. Sowerby I, 1833 - homônimo júnior inválido de Röding, 1798; Conus nitidissimus Fenaux, 1942; Conus remo Brazier, 1898; Conus roseotinctus G. B. Sowerby II, 1866; Conus superstriatus G. B. Sowerby II, 1858)
- Conus angasi Tryon, 1884 (Conus metcalfei Angas, 1877 - homônimo júnior inválido de Reeve, 1843)
- Conus angeluquei (Tenorio, Abalde & Zardoya, 2018)
- Conus angioiorum Röckel & Moolenbeek, 1992
- Conus anningae Hendricks, 2015 †
- Conus antoniaensis (Cossignani & Fiadeiro, 2014)
- Conus antonioi (Cossignani, 2014)
- Conus antoniomonteiroi Rolán, 1990
- Conus aplustre Reeve, 1843 (Conus cooki Brazier, 1870; Conus neglectus A. Adams, 1855)
- Conus arafurensis (Monnier, Limpalaër & Robin, 2013)
- Conus araneosus [Lightfoot], 1786 (Conus arachnoideus Gmelin, 1791; Conus monstrosus Küster, 1838; Conus peplum G. B. Sowerby II, 1857)
- Conus arangoi Sarasúa, 1977
- Conus archiepiscopus Hwass in Bruguière, 1792 (Conus biancae Bozzetti, 2010; Conus communis Swainson, 1840; Conus euetrios G. B. Sowerby III, 1882; Conus eumitus Tomlin, 1926; Conus panniculus Lamarck, 1810; Conus priscai (Bozzetti, 2012); Conus pyramidalis Lamarck, 1810; Conus sirventi Fenaux, 1943; Conus suzannae van Rossum, 1990)
- Conus archon Broderip, 1833
- Conus ardisiaceus Kiener, 1850
- Conus arenatus Hwass in Bruguière, 1792
- Conus ariejoostei (S. G. Veldsman, 2016)
- Conus aristophanes G. B. Sowerby II, 1857
- Conus armadillo Shikama, 1971
- Conus armoricus Suter, 1917 †
- Conus artoptus G. B. Sowerby I, 1833 (Conus spectabilis A. Adams, 1855)
- Conus asiaticus da Motta, 1985
- Conus ateralbus Kiener, 1850
- Conus athenae Filmer, 2011
- Conus attenuatus Reeve, 1844 (Conus bifasciatus G. B. Sowerby II, 1857 - homônimo júnior inválido de Gmelin, 1791; Conus fasciatus A. Adams, 1855 - homônimo júnior inválido de Schröter, 1803, e. o.)
- Conus augur [Lightfoot], 1786 (Conus punctatus Gmelin, 1791)
- Conus aulicus Linnaeus, 1758 (Conus auratus Hwass in Bruguière, 1792; Conus gracianus da Motta & Blöcher, 1982; Conus particolor Perry, 1810)
- Conus aurantius Hwass in Bruguière, 1792
- Conus auratinus da Motta, 1982
- Conus aureonimbosus Petuch, 1987
- Conus aureopunctatus Petuch, 1987
- Conus aureus Hwass in Bruguière, 1792 (Conus auricomus Lamarck, 1810 - homônimo júnior inválido de Bruguière, 1792)
- Conus auricomus Hwass in Bruguière, 1792 (Conus dactylosus Kiener, 1847; Conus debilis Fenaux, 1943 - homônimo júnior inválido de Monterosato, 1917)
- Conus aurisiacus Linnaeus, 1758
- Conus australis Holten, 1802 (Conus armadillo gabryae L. Raybaudi, 1989; Conus cebuganus da Motta & Martin, 1982; Conus duplicatus G. B. Sowerby I, 1823; Conus gabryae Röckel & Korn, 1992; Conus gracilis G. B. Sowerby I, 1823; Conus strigatus Hwass in Bruguière, 1792 - nomen dubium)
- Conus austroviola Röckel & Korn, 1992
- Conus axelrodi Walls, 1978
- Conus babaensis Rolán & Röckel, 2001
- Conus baeri Röckel & Korn, 1992
- Conus bahamensis Vink & Röckel, 1995
- Conus bairstowi G. B. Sowerby III, 1889
- Conus balabacensis Filmer, 2012
- Conus balteatus G. B. Sowerby I, 1833 (Conus anosyensis Bozzetti, 2008; Conus cernicus H. Adams, 1869; Conus circumclausus Fenaux, 1942; Conus gilberti (Bozzetti, 2012); Conus moussoni Crosse, 1865; Conus olgiatii Bozzetti, 2007; Conus pigmentatus A. Adams & Reeve, 1848; Conus propinquus E. A. Smith, 1877; Conus tenuisulcatus G. B. Sowerby II, 1873 - homônimo júnior inválido de G.B. Sowerby II, 1870)
- Conus bandanus Hwass in Bruguière, 1792 (Conus marmoreus bandanus Hwass in Bruguière, 1792; Conus nigrescens G. B. Sowerby II, 1860)
- Conus barbara Brazier, 1898
- Conus barbieri G. Raybaudi Massilia, 1995
- Conus barrosensis (Cossignani & Fiadeiro, 2017)
- Conus barthelemyi Bernardi, 1861 (Conus paradiseus Shikama, 1977)
- Conus bartschi G. D. Hanna & A. M. Strong, 1949 (Conus andrangae Schwengel, 1955)
- Conus bayani Jousseaume, 1872
- Conus bayeri Petuch, 1987
- Conus beatrix Tenorio, Poppe & Tagaro, 2007
- Conus behelokensis Lauer, 1989 (Conus pennaceus behelokensis Lauer, 1989)
- Conus belairensis Pin & Leung Tack, 1989
- Conus belizeanus (Petuch & Sargent, 2011)
- Conus bellacoensis Hendricks, 2015 †
- Conus bellocqae van Rossum, 1996
- Conus bellulus Rolán, 1990
- Conus bengalensis (Okutani, 1968)
- Conus berdulinus Veillard, 1972
- Conus bessei Petuch, 1992
- Conus betulinus Linnaeus, 1758 (Conus deprehendens Prelle, 2009; Conus zulu Petuch, 1979)
- Conus biliosus (Röding, 1798) (Conus concinnus G. B. Sowerby II, 1866 - homônimo júnior inválido de J. Sowerby, 1821; Conus piperatus Dillwyn, 1817; Conus punctatus Hwass in Bruguière, 1792 - homônimo júnior inválido de Gmelin, 1791; Conus roseus Lamarck, 1810 - homônimo júnior inválido de Fischer von Waldheim, 1807; Conus sapphirostoma Weinkauff, 1874)
- Conus binghamae Petuch, 1987
- Conus blanfordianus Crosse, 1867
- Conus blatteus Shikama, 1979
- Conus boavistensis Rolán & Fernandes, 1990
- Conus bocagei Trovão, 1978
- Conus boeticus Reeve, 1844 (Conus cerinus Reeve, 1848; Conus fultoni G. B. Sowerby III, 1887; Conus lachrymosus Reeve, 1849; Conus meleus G. B. Sowerby III, 1913; Conus nitidus Reeve, 1844; Conus rivularius Reeve, 1849; Conus ruppellii Reeve, 1848)
- Conus bondarevi Röckel & G. Raybaudi Massilia, 1992
- Conus bonfigliolii (Bozzetti, 2010)
- Conus borgesi Trovão, 1979
- Conus boschorum Moolenbeek & Coomans, 1993
- Conus boui da Motta, 1988
- Conus boutetorum Richard & Rabiller, 2013
- Conus brianhayesi Korn, 2001 (Conus hayesi Korn, 2000 - homônimo júnior inválido de Arnold, 1909)
- Conus broderipii Reeve, 1844
- Conus bruguieresi Kiener, 1846
- Conus brunneobandatus Petuch, 1992
- Conus brunneofilaris Petuch, 1990
- Conus brunneus W. Wood, 1828 (Conus interruptus Wood, 1828)
- Conus bruuni Powell, 1958
- Conus bulbus Reeve, 1843
- Conus bullatus Linnaeus, 1758 (Conus nubecula Gmelin, 1791)
- Conus burryae Clench, 1942 (Conus anabathrum burryae Clench, 1942; Conus floridanus burryae Clench, 1942)
- Conus buxeus (Röding, 1798)
- Conus byssinus (Röding, 1798)
- Conus caillaudi Kiener, 1846
- Conus calhetae Rolán, 1990 (Conus claudiae Tenorio & Afonso, 2004)
- Conus calhetinensis (Cossignani & Fiadeiro, 2014)
- Conus cancellatus Hwass in Bruguière, 1792 (Conus austini Rehder & Abbott, 1951)
- Conus canonicus Hwass in Bruguière, 1792 (Conus condensus G. B. Sowerby II, 1866; Conus textilinus Kiener, 1847)
- Conus capitanellus Fulton, 1938
- Conus capitaneus Linnaeus, 1758 (Conus ceciliae Crosse, 1858)
- Conus capreolus Röckel, 1985 (Conus semisulcatus G. B. Sowerby II, 1870 - homônimo júnior inválido de Bronn, 1831)
- Conus caracteristicus Fischer von Waldheim, 1807 (Conus brevis E. A. Smith, 1877; Conus masoni G. Nevill & H. Nevill, 1874; Conus muscosus Lamarck, 1810)
- Conus carcellesi Martins, 1945 (Conus iheringi Frenguelli, 1946; Conus lemniscatus carcellesi Martins, 1945)
- Conus cardinalis Hwass in Bruguière, 1792 (Conus exquisitus G. B. Sowerby III, 1887; Conus lubeckianus Bernardi, 1861; Conus mayaguensis Nowell-Usticke, 1968; Conus speciosus G. B. Sowerby II, 1857)
- Conus cargilei Coltro, 2004
- Conus carioca Petuch, 1986
- Conus carlottae Hendricks, 2015 †
- Conus carnalis G. B. Sowerby III, 1879 (Conus amethystinus Trovão, 1975)
- Conus cashi Hendricks, 2015 †
- Conus castaneus Kiener, 1848
- Conus catus Hwass in Bruguière, 1792 (Conus discrepans G. B. Sowerby I, 1833; Conus reflectus G. B. Sowerby III, 1877; Conus reflexus G. B. Sowerby III, 1877; Cucullus nubilis Röding, 1798)
- Conus caysalensis L. Raybaudi & Prati, 1994
- Conus cazalisoi (Cossignani & Fiadeiro, 2018)
- Conus cebuensis Wils, 1990 (Conus proximus cebuensis Wils, 1990)
- Conus cedonulli Linnaeus, 1767 (Conus amiralis Hwass in Bruguière, 1792; Conus caledonicus Hwass in Bruguière, 1792; Conus caracanus Hwass in Bruguière, 1792; Conus grenadensis Hwass in Bruguière, 1792; Conus holemani Nowell-Usticke, 1968; Conus insularis Gmelin, 1791; Conus martinicanus Hwass in Bruguière, 1792; Conus nullisecundus Nowell-Usticke, 1968)
- Conus cepasi Trovão, 1975
- Conus ceruttii Cargile, 1997
- Conus cervus Lamarck, 1822
- Conus chaldaeus (Röding, 1798)
- Conus chiangi (Azuma, 1972)
- Conus chiapponorum Lorenz, 2004 (Conus lucasi (Bozzetti, 2010))
- Conus chytreus Tryon, 1884 (Conus lucirensis Paes Da Franca, 1957)
- Conus ciderryi da Motta, 1985
- Conus cinereus Hwass in Bruguière, 1792 (Conus bernardii Kiener, 1847; Conus caerulescens Lamarck, 1810; Conus exaratus Reeve, 1844; Conus gabrielii Kiener, 1846; Conus gubba Kiener, 1848; Conus nisus Dillwyn, 1817; Conus politus Weinkauff, 1875)
- Conus cingulatus Lamarck, 1810
- Conus circumactus Iredale, 1929 (Conus cinctus Swainson, 1822 - homônimo júnior inválido de Bosc, 1801; Conus hammatus Bartsch & Rehder, 1943; Conus laevis Gmelin, 1791; Conus pulchellus Swainson, 1822 - homônimo júnior secundário de Röding, 1798)
- Conus circumcisus Born, 1778 (Conus affinis Gmelin, 1791; Conus brazieri G. B. Sowerby III, 1881; Conus dux Hwass in Bruguière, 1792; Conus terebellum (Röding, 1798) - homônimo júnior inválido de Linnaeus, 1758; Conus unicolor G. B. Sowerby I, 1833)
- Conus clarus E. A. Smith, 1881 (Conus segravei Gatliff, 1891)
- Conus clavatulus d'Orbigny, 1852 †
- Conus clerii Reeve, 1844
- Conus cloveri Walls, 1978 (Conus soaresi Trovão, 1978)
- Conus cocceus Reeve, 1844 (Conus citrinus Kiener, 1846 - homônimo júnior inválido de Gmelin, 1791; Conus decrepitus Kiener, 1847; Conus kieneri Crosse, 1858 - homônimo júnior inválido de Reeve, 1849)
- Conus coccineus Gmelin, 1791 (Conus solandri Broderip & G. B. Sowerby I, 1830)
- Conus coelinae Crosse, 1858 (Conus pseudocoelinae Delsaerdt, 1989)
- Conus coffeae Gmelin, 1791 (Conus fabula G. B. Sowerby I, 1833)
- Conus collisus Reeve, 1849 (Conus stigmaticus A. Adams, 1855; Conus stramineus stigmaticus A. Adams, 1855)
- Conus colmani Röckel & Korn, 1990
- Conus colombi (Monnier & Limpalaër, 2012)
- Conus colombianus Petuch, 1987
- Conus coltrorum (Petuch & R. F. Myers, 2014)
- Conus compressus G. B. Sowerby II, 1866 (Conus anemone compressus G. B. Sowerby II, 1866; Conus atractus Tomlin, 1937; Conus fusiformis Lamarck, 1810 - homônimo júnior inválido de Fischer von Waldheim, 1807)
- Conus conco Puillandre, Stöcklin, Favreau, Bianchi, Perret, Rivasseau, Limpalaër, Monnier & Bouchet, 2015
- Conus consors G. B. Sowerby I, 1833 (Conus anceps A. Adams, 1855; Conus daullei Crosse, 1858; Conus innexus A. Adams, 1855; Conus poehlianus G. B. Sowerby III, 1887; Conus turschi da Motta, 1985)
- Conus conspersus Reeve, 1844
- Conus corallinus Kiener, 1847
- Conus corbieri Blöcher, 1994 (Conus pennaceus corbieri Blöcher, 1994)
- Conus cordigera G. B. Sowerby II, 1866 (Conus bitleri da Motta, 1984; Conus nobilis bitleri da Motta, 1984; Conus nobilis cordigera G. B. Sowerby, 1866)
- Conus coronatus Gmelin, 1791 (Conus multibandatus Bozzetti, 2017; Conus parvus Gebauer, 1802; Conus virgineus Link, 1807)
- Conus cossignanii (Cossignani & Fiadeiro, 2014)
- Conus costellatus Grateloup, 1835 †
- Conus cristinapessoae (Cossignani & Fiadeiro, 2017)
- Conus crocatus Lamarck, 1810
- Conus crotchii Reeve, 1849 (Conus cabraloi (Cossignani, 2014); Conus condei (Afonso & Tenorio, 2014); Conus docensis (Cossignani & Fiadeiro, 2014); Conus evorai Monteiro, Fernandes & Rolán, 1995; Conus fiadeiroi (Tenorio, Afonso, Cunha & Rolán, 2014); Conus iberogermanicus Röckel, Rolán & Monteiro, 1980; Conus irregularis G. B. Sowerby II, 1858; Conus poppei Elsen, 1983; Conus salreiensis Rolán, 1980; Conus teodorae Rolán & Fernandes, 1990)
- Conus cumingii Reeve, 1848
- Conus cuna Petuch, 1998
- Conus cuneolus Reeve, 1843 (Conus anthonyi (Petuch, 1975); Conus bernardinoi (Cossignani, 2014); Conus fontonae Rolán & Trovão, 1990; Conus mordeirae Rolán & Trovão, 1990; Conus pseudocuneolus Röckel, Rolán & Monteiro, 1980; Conus serranegrae Rolán, 1990)
- Conus curassaviensis Hwass in Bruguière, 1792
- Conus curralensis Rolán, 1986
- Conus cuvieri Crosse, 1858 (Conus deshayesii Reeve, 1843 - homônimo júnior inválido de Bellardi & Michelotti, 1841; Conus exdeshayesi Sacco, 1893)
- Conus cyanostoma A. Adams, 1855 (Conus coxeni Brazier, 1875; Conus innotabilis E. A. Smith, 1892)
- Conus cylindraceus Broderip & G. B. Sowerby I, 1830
- Conus cymbioides Monnier, Tenorio, Bouchet & Puillandre, 2018
- Conus dalli Stearns, 1873
- Conus damottai Trovão, 1979 (Conus derrubado Rolán & Fernandes, 1990; Conus umbelinae (Cossignani & Fiadeiro, 2014))
- Conus dampierensis Coomans & Filmer, 1985
- Conus dangdami Thach, 2017
- Conus danilai Röckel & Korn, 1990
- Conus daphne Boivin, 1864
- Conus darkini Röckel, Korn & Richard, 1993
- Conus daucus Hwass in Bruguière, 1792 (Conus arausiensis Reeve, 1843; Conus caribbaeus circumpunctatus Nowell-Usticke, 1968; Conus castus Reeve, 1844; Conus connectens A. Adams, 1855; Conus mamillaris Green, 1830; Conus pastinaca Lamarck, 1810; Conus sanguinolentus Reeve, 1849 - homônimo júnior inválido de Quoy & Gaimard, 1834)
- Conus dayriti Röckel & da Motta, 1983
- Conus decolrobertoi (Cossignani & Fiadeiro, 2017)
- Conus decoratus Röckel, Rolán & Monteiro, 1980
- Conus dedonderi (Goethaels & D. Monsecour, 2013)
- Conus delanoyae Trovão, 1979 (Conus luquei Rolán & Trovão, 1990; Conus swinneni (Tenorio, Afonso, Cunha & Rolán, 2014))
- Conus demisgeraldoi (Cossignani & Fiadeiro, 2018)
- Conus denizi (Afonso & Tenorio, 2011)
- Conus desidiosus A. Adams, 1853
- Conus devorsinei (Petuch, Berschauer & Poremski, 2015)
- Conus deynzerorum Petuch, 1995
- Conus diadema G. B. Sowerby I, 1834 (Conus prytanis G. B. Sowerby III, 1882)
- Conus dianthus G. B. Sowerby III, 1882
- Conus diegoi (Cossignani, 2014)
- Conus diminutus Trovão & Rolán, 1986 (Conus morroensis (Cossignani & Fiadeiro, 2014))
- Conus dispar G. B. Sowerby I, 1833
- Conus distans Hwass in Bruguière, 1792 (Conus chinoi Shikama, 1970; Conus kenyonae Brazier, 1896; Conus waterhouseae Brazier, 1896)
- Conus dominicanus Hwass in Bruguière, 1792 (Conus cedonulli dominicanus Hwass in Bruguière, 1792)
- Conus donnae Petuch, 1998
- Conus dorotheae Monnier & Limpalaër, 2010
- Conus dorreensis Péron, 1807 (Conus pontificalis Lamarck, 1810)
- Conus duffyi Petuch, 1992
- Conus dusaveli (H. Adams, 1872)
- Conus easoni (Petuch & Berschauer, 2018)
- Conus ebraeus Linnaeus, 1758 (Conus quadratus Perry, 1811 - homônimo júnior secundário de Röding, 1798)
- Conus eburneus Hwass in Bruguière, 1792 (Conus alternatus Link, 1807; Conus crassus G. B. Sowerby II, 1858; Conus polyglotta Weinkauff, 1874)
- Conus echinophilus (Petuch, 1975)
- Conus echo Lauer, 1989 (Conus pennaceus echo Lauer, 1988)
- Conus edaphus Dall, 1910
- Conus ednae (Petuch, 2013)
- Conus edwardpauli Petuch, 1998
- Conus eldredi Morrison, 1955 (Conus intermedius Reeve, 1843 - homônimo júnior inválido de Lamarck, 1810; Conus mappa Crosse, 1858 - homônimo júnior inválido de [Lightfoot], 1786)
- Conus eleutheraensis (Petuch, 2013)
- Conus emaciatus Reeve, 1849
- Conus empressae Lorenz, 2001
- Conus encaustus Kiener, 1845 (Conus praetextus Reeve, 1848)
- Conus episcopatus da Motta, 1982 (Conus magnificus macilentus Lauer, 1989)
- Conus ermineus Born, 1778 (Conus aspersus G. B. Sowerby I, 1833; Conus caerulans Küster, 1838; Conus coerulescens Schröter, 1803; Conus eques Hwass in Bruguière, 1792; Conus grayi Reeve, 1844; Conus inquinatus Reeve, 1849; Conus leaeneus Link, 1807; Conus luzonicus Hwass in Bruguière, 1792; Conus narcissus Lamarck, 1810; Conus oculatus Gmelin, 1791; Conus perryae Clench, 1942; Conus portoricanus Hwass in Bruguière, 1792; Conus rudis Weinkauff, 1873; Conus testudinarius Hwass in Bruguière, 1792; Conus verrucosus piraticus Clench, 1942)
- Conus ernesti Petuch, 1990
- Conus erythraeensis Reeve, 1843 (Conus adustus G. B. Sowerby II, 1858; Conus couderti Bernardi, 1860; Conus dillwynii Reeve, 1849; Conus hamilli Crosse, 1858; Conus induratus Reeve, 1849; Conus piperatus Reeve, 1844 - homônimo júnior inválido de Dillwyn, 1817; Conus quadratomaculatus G. B. Sowerby II, 1866)
- Conus escondidai Poppe & Tagaro, 2005
- Conus espingueirensis (Cossignani & Fiadeiro, 2017)
- Conus estivali Moolenbeek & Richard, 1995
- Conus evansi Bondarev, 2001
- Conus eversoni Petuch, 1987
- Conus excelsus G. B. Sowerby III, 1908 (Conus pulcherrimus Brazier, 1894 - homônimo júnior inválido de Heilprin, 1879)
- Conus exiguus Lamarck, 1810 (Conus bougei G. B. Sowerby III, 1907; Conus cabritii Bernardi, 1858; Conus optimus G. B. Sowerby III, 1913; Conus plumbeus Reeve, 1844; Conus taylorianus E. A. Smith, 1880; Conus vayssetianus Crosse, 1872)
- Conus eximius Reeve, 1849
- Conus explorator Vink, 1990
- Conus felitae Rolán, 1990
- Conus felix Fenzan, 2012
- Conus fergusoni G. B. Sowerby II, 1873 (Conus consanguineus E. A. Smith, 1880; Conus fulvocinctus Crosse, 1872 - [sem precedência: ICZN])
- Conus fernandesi Tenorio, Afonso & Rolán, 2008
- Conus fernandi (Petuch & Berschauer, 2018)
- Conus ferrugineus Hwass in Bruguière, 1792 (Conus chenui Crosse, 1857; Conus loebbeckeanus Weinkauff, 1873; Conus mirmillo Crosse, 1865; Conus sophiae Brazier, 1875)
- Conus figulinus Linnaeus, 1758
- Conus fijisulcatus Moolenbeek, Röckel & Bouchet, 2008
- Conus filmeri Rolán & Röckel, 2000
- Conus fischoederi Röckel & da Motta, 1983
- Conus flamingo Petuch, 1980
- Conus flammeacolor Petuch, 1992
- Conus flavescens G. B. Sowerby I, 1834 (Conus fulvus Fenaux, 1943 - homônimo júnior inválido de Schröter, 1803)
- Conus flavidus Lamarck, 1810 (Conus erythraeozonatus Barros e Cunha, 1933)
- Conus flavus Röckel, 1985
- Conus flavusalbus Rolán & Röckel, 2000
- Conus floccatus G. B. Sowerby I, 1841 (Conus circumsignatus Crosse, 1865; Conus magdalenae Kiener, 1847)
- Conus floridulus A. Adams & Reeve, 1848 (Conus tenuis G. B. Sowerby II, 1857 - homônimo júnior inválido de G.B. Sowerby I, 1833)
- Conus fonsecai (Petuch & Berschauer, 2016)
- Conus fragilissimus Petuch, 1979
- Conus franciscoi Rolán & Röckel, 2000
- Conus franklinae Hendricks, 2015 †
- Conus freitasi (Tenorio, Afonso, Rolán, Pires, Vasconcelos, Abalde & Zardoya, 2018)
- Conus frigidus Reeve, 1848 (Conus maltzanianus Weinkauff, 1873)
- Conus fuerteventurensis Vera-Peláez & Martín-González, 2018 †
- Conus fulmen Reeve, 1843 (Conus modestus G. B. Sowerby I, 1833 - [suprimido: ICZN]; Conus wistaria Shikama, 1970)
- Conus fumigatus Hwass in Bruguière, 1792 (Conus blainvillei Kiener, 1850; Conus excavatus G. B. Sowerby II, 1866; Conus henoquei Bernardi, 1860; Conus luctificus Reeve, 1848; Conus pazii Bernardi, 1857; Conus richardi Fenaux, 1942)
- Conus furnae Rolán, 1990 (Conus verdensis furnae Rolán, 1990)
- Conus furvoides Gabb, 1873 †
- Conus furvus Reeve, 1843 (Conus aegrotus Reeve, 1849; Conus albicans G. B. Sowerby II, 1857; Conus albus G. B. Sowerby III, 1887; Conus buxeus Reeve, 1844 - homônimo júnior inválido de Röding, 1798; Conus cecilei Kiener, 1847; Conus crepusculum Reeve, 1844; Conus granifer Reeve, 1849; Conus lignarius Reeve, 1843; Conus multilineatus G. B. Sowerby III, 1875 - homônimo júnior inválido de Pecchioli, 1864; Conus neobuxeus da Motta, 1991; Conus nivalis da Motta, 1985; Conus polygrammus Tomlin, 1937; Conus turritinus da Motta, 1985)
- Conus fuscatus Born, 1778
- Conus fuscoflavus Röckel, Rolán & Monteiro, 1980 (Conus fantasmalis Rolán, 1990; Conus messiasi Rolán & Fernandes, 1990; Conus silviae (Cossignani, 2014))
- Conus fuscolineatus G. B. Sowerby III, 1905
- Conus fusellinus Suter, 1917 †
- Conus gabelishi da Motta & Ninomiya, 1982
- Conus galeao Rolán, 1990 (Conus damottai galeao Rolán, 1990)
- Conus galeyi Monnier, Tenorio, Bouchet & Puillandre, 2018
- Conus gallopalvoi (Cossignani & Fiadeiro, 2017)
- Conus gambiensis (Petuch & Berschauer, 2018)
- Conus garciai da Motta, 1982
- Conus garrisoni Hendricks, 2015 †
- Conus garywilsoni Lorenz & Morrison, 2004
- Conus gauguini Richard & B. Salvat, 1973
- Conus generalis Linnaeus, 1767 (Conus krabiensis da Motta, 1982; Conus spiculum Reeve, 1849)
- Conus genuanus Linnaeus, 1758 (Conus fasciatus Perry, 1811 - homônimo júnior inválido de Schröter, 1803)
- Conus geographus Linnaeus, 1758
- Conus gibsonsmithorum Petuch, 1986
- Conus gigasulcatus Moolenbeek, Röckel & Bouchet, 2008
- Conus gilvus Reeve, 1849
- Conus giorossii Bozzetti, 2005
- Conus gladiator Broderip, 1833 (Conus cibielii Kiener, 1849; Conus evelynae G. B. Sowerby III, 1882; Conus gloynei G. B. Sowerby III, 1881)
- Conus glans Hwass in Bruguière, 1792 (Conus violaceus Link, 1807 - homônimo júnior inválido de Gmelin, 1791)
- Conus glaucus Linnaeus, 1758
- Conus glenni Petuch, 1993
- Conus glicksteini Petuch, 1987
- Conus gloriakiiensis Kuroda & Itô, 1961
- Conus gloriamaris Chemnitz, 1777 (Conus gloria Bosc, 1801)
- Conus glorioceanus Poppe & Tagaro, 2009
- Conus goajira Petuch, 1992
- Conus gondwanensis Röckel & Moolenbeek, 1995
- Conus gonsalensis (Cossignani & Fiadeiro, 2014)
- Conus gonsaloi (Afonso & Tenorio, 2014)
- Conus goudeyi (Monnier & Limpalaër, 2012)
- Conus gouldi Hendricks, 2015 †
- Conus gradatulus Weinkauff, 1875 (Conus oltmansianus van Lennep, 1876; Conus papillaris A. Adams & Reeve, 1848 - homônimo júnior inválido de G.B. Sowerby I, 1833; Conus papillaris Reeve, 1849 - homônimo júnior inválido de G.B. Sowerby I, 1833; Conus patens G. B. Sowerby III, 1903; Conus turritus G. B. Sowerby II, 1870 - homônimo júnior inválido de Lamarck, 1803)
- Conus gradatus W. Wood, 1828
- Conus grahami Röckel, Cosel & Burnay, 1980
- Conus granarius Kiener, 1847 (Conus catenatus G. B. Sowerby III, 1879 - homônimo júnior inválido de G.B. Sowerby I, 1850; Conus desmotus Tomlin, 1937; Conus granarius panamicus Petuch, 1990; Conus mappa granarius Kiener, 1847; Conus sanctaemarthae Vink, 1977)
- Conus grangeri G. B. Sowerby III, 1900
- Conus granulatus Linnaeus, 1758 (Conus laetus Gmelin, 1791; Conus roseus Fischer von Waldheim, 1807; Conus verulosus Hwass in Bruguière, 1792)
- Conus granum Röckel & Fischöder, 1985
- Conus gratacapii Pilsbry, 1904
- Conus guanahacabibensis Espinosa & Ortea, 2016
- Conus guanche Lauer, 1993 (Conus saharicus (Petuch & Berschauer, 2016))
- Conus gubernator Hwass in Bruguière, 1792 (Conus boivini Kiener, 1846; Conus leehmani da Motta & Röckel, 1979; Conus sutoreanus Weinkauff, 1875; Conus sutorianus Weinkauff, 1874; Conus terminus Lamarck, 1822; Conus veillardi da Motta, 1990)
- Conus guiandradoi (Cossignani & Fiadeiro, 2017)
- Conus guinaicus Hwass in Bruguière, 1792 (Conus franciscanus Bruguière, 1792; Conus luridus A. Adams, 1855; Conus taslei Kiener, 1850)
- Conus habui Lan, 2002
- Conus hamamotoi Yoshiba & Koyama, 1984
- Conus hamanni Fainzilber & Mienis, 1986
- Conus hanshassi (Lorenz & Barbier, 2012)
- Conus harasewychi Petuch, 1987
- Conus harlandi Petuch, 1987
- Conus havanensis Aguayo & Pérez Farfante, 1947 (Conus olgae Bacallado, Espinosa & Ortea, 2007)
- Conus haytensis G. B. Sowerby I, 1850 †
- Conus hazinorum (Petuch & Myers, 2014)
- Conus helgae Blöcher, 1992
- Conus hendersoni Marwick, 1931 †
- Conus hennequini Petuch, 1993
- Conus hieroglyphus Duclos, 1833 (Conus armillatus C. B. Adams, 1850)
- Conus hilli Petuch, 1990
- Conus hirasei (Kuroda, 1956)
- Conus hoaraui (Monnier & Limpalaër, 2015)
- Conus honkeri Petuch, 1988
- Conus honkerorum (Petuch & R. F. Myers, 2014)
- Conus huberi Thach, 2018
- Conus hughmorrisoni Lorenz & Puillandre, 2015
- Conus humerosus Pilsbry, 1921 †
- Conus huttoni (Tate, 1890) †
- Conus hyaena Hwass in Bruguière, 1792 (Conus halli da Motta, 1983; Conus incarnatus Reeve, 1844; Conus kobelti Löbbecke, 1882; Conus mutabilis Reeve, 1844; Conus tribunus Crosse, 1865 - homônimo júnior inválido de Gmelin, 1791)
- Conus hybridus Kiener, 1847
- Conus ignotus Cargile, 1998
- Conus immelmani Korn, 1998
- Conus imperialis Linnaeus, 1758 (Conus dautzenbergi Fenaux, 1942; Conus douvillei Fenaux, 1942 - homônimo júnior inválido de Cossmann & Pissaro, 1901; Conus viridulus Lamarck, 1810)
- Conus inconstans E. A. Smith, 1877
- Conus indomaris (Bozzetti, 2014)
- Conus inesae (Monteiro, Afonso, Tenorio, Rosado & Pirinhas, 2014)
- Conus infinitus Rolán, 1990
- Conus infrenatus Reeve, 1848 (Conus succinctus A. Adams, 1855)
- Conus inscriptus Reeve, 1843 (Conus cavailloni Fenaux, 1942; Conus cuneiformis E. A. Smith, 1877; Conus keatiformis Shikama & Oishi, 1977; Conus maculospira Pilsbry, 1922; Conus maculospira bangladeshianus da Motta, 1985; Conus planiliratus G. B. Sowerby III, 1870 - homônimo júnior inválido de G. B. Sowerby I, 1850; Conus tegulatus G. B. Sowerby II, 1870)
- Conus iodostoma Reeve, 1843 (Conus hedgesi G. B. Sowerby III, 1913; Conus rosaceus Kiener, 1849 - homônimo júnior inválido de Dillwyn, 1817 / G.B. Sowerby II, 1834; Conus superscriptus G. B. Sowerby III, 1877)
- Conus isabelarum Tenorio & Afonso, 2004
- Conus jacarusoi Petuch, 1998
- Conus jacquescolombi (Monnier & Limpalaër, 2016)
- Conus janus Hwass in Bruguière, 1792
- Conus jickelii Weinkauff, 1873 (Conus minutus Schröter, 1803 - nomen oblitum)
- Conus jorioi (Petuch, 2013)
- Conus josegeraldoi (Cossignani & Fiadeiro, 2018)
- Conus josephinae Rolán, 1980 (Conus marckeppensi (Cossignani & Fiadeiro, 2017))
- Conus joserochoi (Cossignani, 2014)
- Conus jourdani da Motta, 1984
- Conus jucundus G. B. Sowerby III, 1887 (Conus regius abbotti Clench, 1942)
- Conus judaeus Bergh, 1895
- Conus julieandreae Cargile, 1995
- Conus julii Liénard, 1870
- Conus kaesleri Hendricks, 2015 †
- Conus kaiserae (Tenorio, Tucker & Chaney, 2012)
- Conus kalafuti da Motta, 1987
- Conus karlschmidti Maury, 1917 †
- Conus kawamurai Habe, 1962
- Conus keatii G. B. Sowerby II, 1858
- Conus kermadecensis Iredale, 1912
- Conus kersteni Tenorio, Afonso & Rolán, 2008
- Conus kerstitchi Walls, 1978
- Conus kevani Petuch, 1987
- Conus kiicumulus (Azuma, 1982)
- Conus kinoshitai (Kuroda, 1956) (Conus brontodes Shikama, 1979; Conus tamikoae Shikama, 1973)
- Conus kintoki Habe & Kosuge, 1970 (não Coomans & Moolenbeek, 1982)
- Conus kirkandersi Petuch, 1987
- Conus klemae (Cotton, 1953) (Conus coralinus Habe & Kosuge, 1970)
- Conus korni G. Raybaudi Massilia, 1993
- Conus kostini Filmer, Monteiro, Lorenz & Verdasca, 2012
- Conus koukae (Monnier, Limpalaër & Robin, 2013)
- Conus kremerorum Petuch, 1988
- Conus kuiperi Moolenbeek, 2006
- Conus kulkulcan Petuch, 1980
- Conus kuroharai (Habe, 1965)
- Conus lamarckii Kiener, 1847
- Conus lamberti Souverbie, 1877
- Conus largilliertii Kiener, 1847
- Conus laterculatus G. B. Sowerby II, 1870
- Conus laueri (Monnier & Limpalaër, 2013)
- Conus lecourtorum (Lorenz, 2011)
- Conus leekremeri Petuch, 1987
- Conus legatus Lamarck, 1810 (Conus musivum G. B. Sowerby I, 1833)
- Conus lemniscatus Reeve, 1849 (Conus clenchi Martins, 1945; Conus sagittatus G. B. Sowerby II, 1865)
- Conus lenavati da Motta & Röckel, 1982
- Conus leobottonii Lorenz, 2006
- Conus leobrerai da Motta & Martin, 1982
- Conus leopardus (Röding, 1798) (Conus millepunctatus Lamarck, 1822; Conus pardus Link, 1807 - homônimo júnior secundário de Röding, 1798)
- Conus levis (Bozzetti, 2012)
- Conus levistimpsoni (Tucker, 2013)
- Conus leviteni (Tucker, Tenorio & Chaney, 2011)
- Conus lienardi Bernardi & Crosse, 1861 (Conus prevosti G. B. Sowerby III, 1881)
- Conus lightbourni Petuch, 1986
- Conus limpusi Röckel & Korn, 1990
- Conus lindae Petuch, 1987
- Conus lineopunctatus Kaicher, 1977 (Conus guttatus Kiener, 1848 - homônimo júnior secundário de Röding, 1798; Conus neoguttatus da Motta, 1991)
- Conus lischkeanus Weinkauff, 1875 (Conus okamotoi Kuroda & Itô, 1961; Conus subroseus Röckel & Korn, 1992; Conus tropicensis Coomans & Filmer, 1985)
- Conus litoglyphus Hwass in Bruguière, 1792 (Conus albomaculatus G. B. Sowerby II, 1841; Conus bicolor Conus bicolor G. B. Sowerby I, 1833; Conus carpenteri Crosse, 1865; Conus inermis Tinker, 1952; Conus lacinulatus Kiener, 1850; Conus seychellensis G. Nevill & H. Nevill, 1874; Conus subcapitaneus Link, 1807)
- Conus litteratus Linnaeus, 1758 (Conus arabicus Lamarck, 1810; Conus grueneri Reeve, 1844)
- Conus lividus Hwass in Bruguière, 1792 (Conus plebejus Link, 1807; Conus primula Reeve, 1849)
- Conus lizardensis Crosse, 1865
- Conus lobitensis Kaicher, 1977
- Conus locumtenens Blumenbach, 1791 (Conus acuminatus Hwass in Bruguière, 1792; Conus coxianus G. B. Sowerby III, 1895; Conus insignis G. B. Sowerby I, 1833; Conus multicatenatus G. B. Sowerby II, 1865; Conus schech Weinkauff, 1873; Conus substitutus Link, 1807; Conus viaderi Fenaux, 1942; Conus vicarius (Röding, 1798))
- Conus lohri Kilburn, 1972
- Conus lombardii Hendricks, 2015 †
- Conus longilineus Röckel, Rolán & Monteiro, 1980 (Conus cagarralensis (Cossignani, 2014); Conus grahami longilineus Röckel, Rolán & Monteiro, 1980; Conus melissae Tenorio, Afonso & Rolán, 2008)
- Conus lozeti Richard, 1980
- Conus lucaya Petuch, 2000
- Conus luciae Moolenbeek, 1986
- Conus lugubris Reeve, 1849
- Conus luteus G. B. Sowerby I, 1833
- Conus lyelli Hendricks, 2015 †
- Conus lynceus G. B. Sowerby II, 1858
- Conus maculiferus G. B. Sowerby I, 1833
- Conus madagascariensis G. B. Sowerby II, 1858
- Conus madecassinus (Bozzetti, 2012)
- Conus magellanicus Hwass in Bruguière, 1792 (Conus cidaris Kiener, 1846; Conus ornatus G. B. Sowerby I, 1833 - homônimo júnior secundário de Röding, 1798; Conus speciosissimus Reeve, 1848)
- Conus magnificus Reeve, 1843
- Conus magnottei Petuch, 1987
- Conus magus Linnaeus, 1758 (Conus ambaroides Shikama, 1977; Conus assimilis A. Adams, 1855Conus borneensis G. B. Sowerby II, 1866 - homônimo júnior inválido de A. Adams & Reeve, 1848; Conus carinatus Swainson, 1822; Conus cernohorskyi da Motta, 1983; Conus circae G. B. Sowerby II, 1858; Conus consul Boivin, 1864; Conus epistomioides Weinkauff, 1875; Conus epistomium Reeve, 1844; Conus frauenfeldi Crosse, 1865; Conus fucatus Reeve, 1849; Conus fulvobullatus da Motta, 1982; Conus melancholicus Lamarck, 1810; Conus metcalfii Reeve, 1843; Conus raphanus Hwass in Bruguière, 1792; Conus rollandi Bernardi, 1860; Conus signifer Crosse, 1865; Conus tasmaniae G. B. Sowerby II, 1866; Conus ustulatus Reeve, 1844; Conus worcesteri Brazier, 1891)
- Conus maioensis Trovão, Rolán & Félix-Alves, 1990 (Conus crioulus Tenorio & Afonso, 2004; Conus marcocastellazzii (Cossignani & Fiadeiro, 2014)Conus zinhoi (Cossignani, 2014))
- Conus malabaricus (Monnier, Limpalaër & Tenorio, 2017)
- Conus malacanus Hwass in Bruguière, 1792 (Conus canaliculatus Dillwyn, 1817 - homônimo júnior inválido de Brocchi, 1814; Conus cuneatus G. B. Sowerby II, 1873; Conus subcarinatus G. B. Sowerby II, 1865)
- Conus malcolmi (Monnier & Limpalaër, 2015)
- Conus maldivus Hwass in Bruguière, 1792 (Conus dux Röding, 1798 - homônimo júnior inválido de Hwass, 1792; Conus generalis maldivus Hwass in Bruguière, 1792; Conus generalis monteiroi Barros e Cunha, 1933; Conus planaxis Deshayes, 1863; Conus spirogloxus Deshayes, 1863)
- Conus mappa [Lightfoot], 1786 (não Hwass in Bruguière, 1792; Conus surinamensis Hwass in Bruguière, 1792)
- Conus marchionatus Hinds, 1843 (Conus caelatus A. Adams, 1855)
- Conus mariaodeteae (Petuch & Myers, 2014)
- Conus marielae Rehder & Wilson, 1975
- Conus marileeae (Harasewych, 2014) (Conus moluccensis marielae Rehder & Wilson, 1975)
- Conus marimaris (Tenorio, Abalde & Zardoya, 2018)
- Conus marmoreus Linnaeus, 1758 - Espécie-tipo - (Conus crosseanus Bernardi, 1861; Conus maculatus Perry, 1811 - homônimo júnior inválido de Bosc, 1801; Conus pseudomarmoreus Crosse, 1875; Conus suffusus G. B. Sowerby II, 1870)
- Conus martensi E. A. Smith, 1884 (Conus kurzi Petuch, 1974; Conus sazanka Shikama, 1970)
- Conus martinianus Reeve, 1844
- Conus massemini (Monnier & Limpalaër, 2016)
- Conus maya (Petuch & Sargent, 2011)
- Conus mcbridei Lorenz, 2005
- Conus medoci Lorenz, 2004
- Conus medvedevi (Monteiro, Afonso, Tenorio, Rosado & Pirinhas, 2014)
- Conus melvilli G. B. Sowerby III, 1879 (Conus boschi Clover, 1972; Conus pusio G. B. Sowerby I, 1834 - homônimo júnior inválido de Hwass in Bruguière, 1792)
- Conus mercator Linnaeus, 1758 (Conus cacao Ferrario, 1983; Conus reticularis Bory de Saint Vincent, 1827; Conus senegalensis (Gulden, Moolenbeek & Goud, 2017))
- Conus miamiensis Petuch, 1986 †
- Conus micropunctatus Rolán & Röckel, 2000
- Conus miles Linnaeus, 1758
- Conus milesi E. A. Smith, 1887
- Conus miliaris Hwass in Bruguière, 1792 (Conus barbadensis Hwass in Bruguière, 1792; Conus fulgetrum G. B. Sowerby I, 1834; Conus scaber Kiener, 1847 - homônimo júnior inválido de Link, 1807)
- Conus milneedwardsi Jousseaume, 1894
- Conus miniexcelsus Olivera & Biggs, 2010
- Conus minimus (Cossignani & Fiadeiro, 2015)
- Conus minnamurra (Garrard, 1961)
- Conus miruchae Röckel, Rolán & Monteiro, 1980
- Conus mitratus Hwass in Bruguière, 1792 (Conus mitraeformis = erro ortográfico)
- Conus molis A. P. Brown & Pilsbry, 1911 † (Conus concavitectum A. P. Brown & Pilsbry, 1911 †)
- Conus moluccensis Küster, 1838 (Conus merleti Mayissian, 1974; Conus stainforthii Reeve, 1843)
- Conus monachus Linnaeus, 1758 (Conus contusus Reeve, 1848; Conus frostianus Brazier, 1898; Conus nebulosus Gmelin, 1791; Conus vinctus A. Adams, 1855)
- Conus moncuri Filmer, 2005
- Conus monicae (Petuch & Berschauer, 2015)
- Conus monile Hwass in Bruguière, 1792 (Conus marmoreus Perry, 1811)
- Conus monilifer Broderip, 1833 (Conus ferrugatus G. B. Sowerby I, 1834; Conus selectus A. Adams, 1855)
- Conus montillai Röckel, 1985
- Conus moolenbeeki Filmer, 2011
- Conus moreleti Crosse, 1858 (Conus elongatus Reeve, 1843 - homônimo júnior inválido de Holten, 1802; Conus oblitus Reeve, 1849 - homônimo júnior inválido de Michelotti, 1847)
- Conus morrisoni G. Raybaudi Massilia, 1991)
- Conus moylani Delsaerdt, 2000
- Conus mozambicus Hwass in Bruguière, 1792 (Conus altispiratus G. B. Sowerby II, 1873; Conus caffer Krauss, 1848 - homônimo júnior inválido de Röding, 1798; Conus informis Hwass in Bruguière, 1792; Conus lautus Reeve, 1844; Conus macei Crosse, 1865)
- Conus mpenjatiensis (S. G. Veldsman, 2016)
- Conus mucronatus Reeve, 1843
- Conus mulderi Fulton, 1936
- Conus multiliratus Böse, 1906 † (Conus gaza Johnson & Pilsbry, 1911 †)
- Conus muriculatus G. B. Sowerby I, 1833
- Conus mus Hwass in Bruguière, 1792
- Conus musicus Hwass in Bruguière, 1792 (Conus acutus G. B. Sowerby II, 1857 - homônimo júnior inválido de Anton, 1838; Conus ceylanensis Hwass in Bruguière, 1792; Conus mighelsi Kiener, 1847)
- Conus mustelinus Hwass in Bruguière, 1792 (Conus australis Schröter, 1803 - homônimo júnior inválido de Holten, 1802; Conus melinus Shikama, 1964; Conus zukiae Shikama, 1979)
- Conus nahoonensis (S. G. Veldsman, 2016)
- Conus namocanus Hwass in Bruguière, 1792 (Conus badius Kiener, 1845; Conus laevigatus G. B. Sowerby II, 1858 - homônimo júnior inválido de Link, 1807; Conus laevis Crosse, 1858 - homônimo júnior inválido de Gmelin, 1791)
- Conus nanshaensis F.-L. Li, 2016
- Conus nanus G. B. Sowerby I, 1833
- Conus naranjus Trovão, 1975
- Conus natalaurantius (S. G. Veldsman, 2013)
- Conus natalis G. B. Sowerby II, 1858 (Conus gilchristi G. B. Sowerby III, 1903)
- Conus navarroi Rolán, 1986
- Conus negroides Kaicher, 1977 (Conus gabrielae Rolán & Röckel, 2000)
- Conus nelsonandradoi (Cossignani & Fiadeiro, 2015)
- Conus neptunus Reeve, 1843 (Conus colorovariegatus Kosuge, 1981; Conus neptunoides E. A. Smith, 1880)
- Conus ngocngai Thach, 2017
- Conus niederhoeferi (Monnier, Limpalaër & Lorenz, 2012)
- Conus nielsenae Marsh, 1962
- Conus nigromaculatus Röckel & Moolenbeek, 1992
- Conus nigropunctatus G. B. Sowerby II, 1858
- Conus nimbosus Hwass in Bruguière, 1792 (Conus tenellus Holten, 1802 & Dillwyn, 1817)
- Conus nobilis Linnaeus, 1758
- Conus nobrei Trovão, 1975
- Conus nocturnus [Lightfoot], 1786 (também Hwass in Bruguière, 1792; Conus deburghiae G. B. Sowerby II, 1857)
- Conus nodulosus G. B. Sowerby II, 1864
- Conus norai da Motta & G. Raybaudi Massilia, 1992
- Conus norpothi Lorenz, 2015 (Conus algoensis norpothi Lorenz, 2015)
- Conus nucleus Reeve, 1848
- Conus nussatella Linnaeus, 1758
- Conus nux Broderip, 1833 (Conus pusillus Gould, 1853 - homônimo júnior inválido de Lamarck, 1810)
- Conus nybakkeni (Tenorio, Tucker & Chaney, 2012)
- Conus obscurus G. B. Sowerby I, 1833 (Conus halitropus Bartsch & Rehder, 1943)
- Conus ochroleucus Gmelin, 1791 (Conus fasciatus G. B. Sowerby II, 1858; Conus praefectus Hwass in Bruguière, 1792)
- Conus oishii (Shikama, 1977)
- Conus olssoni Maury, 1917 †
- Conus omaria Hwass in Bruguière, 1792 (Conus convolutus G. B. Sowerby II, 1858; Conus patonganus da Motta, 1982; Conus sindon Reeve, 1844; Conus viperinus Lauer, 1986)
- Conus orion Broderip, 1833 (Conus drangai Schwengel, 1955)
- Conus orri Ninomiya & da Motta, 1982
- Conus ortneri Petuch, 1998
- Conus ostrinus (Tucker & Tenorio, 2011)
- Conus ozennii Crosse, 1858 †
- Conus padarosae (Cossignani & Fiadeiro, 2018)
- Conus papilliferus G. B. Sowerby I, 1834 (Conus comptus A. Adams, 1855 - homônimo júnior inválido de Gould, 1853; Conus jukesii Reeve, 1848; Conus rossiteri Brazier, 1870)
- Conus papuensis Coomans & Moolenbeek, 1982
- Conus paraguana Petuch, 1987
- Conus paranobilis Petuch, 1991 †
- Conus parascalaris Petuch, 1987
- Conus parius Reeve, 1844
- Conus parvatus Walls, 1979 (Conus musicus parvatus Walls, 1979; Conus pusillus Reeve, 1843 / G. B. Sowerby II, 1857 - homônimo júnior inválido de Lamarck, 1810)
- Conus paschalli Petuch, 1998
- Conus patae Abbott, 1971 (Conus rudiae Magnotte, 1971)
- Conus patamakanthini Delsaerdt, 1998
- Conus patglicksteinae Petuch, 1987 (Conus floridanus patglicksteinae Petuch, 1987)
- Conus patriceae (Petuch & R. F. Myers, 2014)
- Conus patricius Hinds, 1843 (Conus pyriformis Reeve, 1843)
- Conus paukstisi (Tucker, Tenorio & Chaney, 2011)
- Conus paulae Petuch, 1988
- Conus pauperculus G. B. Sowerby I, 1834
- Conus peasei (Brazier, 1877) (Conus neglectus Pease, 1861 - homônimo júnior inválido de A. Adams, 1855)
- Conus pedrofiadeiroi (Cossignani & Fiadeiro, 2015)
- Conus peli Moolenbeek, 1996
- Conus penchaszadehi Petuch, 1986
- Conus pennaceus Born, 1778 (Conus colubrinus Lamarck, 1810; Conus elisae Kiener, 1846; Conus episcopus Hwass in Bruguière, 1792; Conus purus Pease, 1863; Conus quasimagnificus da Motta, 1982; Conus racemosus G. B. Sowerby III, 1874; Conus rubiginosus Hwass in Bruguière, 1792; Conus rubropennatus da Motta, 1982; Conus stellatus Kiener, 1847)
- Conus pergrandis (Iredale, 1937) (Conus fletcheri Petuch & Mendenhall, 1972; Conus potusmarumai Kosuge, 1980)
- Conus perrineae (Cossignani & Fiadeiro, 2018)
- Conus pertusus Hwass in Bruguière, 1792 (Conus amabilis Lamarck, 1810; Conus festivus Dillwyn, 1817)
- Conus petergabrieli Lorenz, 2006
- Conus petestimpsoni (Petuch & Berschauer, 2016)
- Conus petuchi (Monteiro, Afonso, Tenorio, Rosado & Pirinhas, 2014)
- Conus philippii Kiener, 1847 (Conus candidus Kiener, 1847 - homônimo júnior inválido de Born, 1778)
- Conus pica A. Adams & Reeve, 1848 (Conus dolium Boivin, 1864)
- Conus pictus Reeve, 1843 (Conus beckeri G. B. Sowerby III, 1911)
- Conus pineaui Pin & Leung Tack, 1989
- Conus pinedensis (Cossignani & Fiadeiro, 2017)
- Conus planiliratus G. B. Sowerby I, 1850 †
- Conus planorbis Born, 1778 (Conus polyzonias Gmelin, 1791; Conus praeclarus Fenaux, 1942; Conus vulpinus Hwass in Bruguière, 1792 & Schubert & Wagner, 1829)
- Conus platensis Frenguelli, 1946 †
- Conus plinthis Richard & Moolenbeek, 1988
- Conus polongimarumai Kosuge, 1980
- Conus pomareae (Monnier & Limpalaër, 2014)
- Conus poormani Berry, 1968
- Conus portobeloensis Petuch, 1990
- Conus poulosi Petuch, 1993
- Conus praecellens A. Adams, 1855 (Conus bicolor G. B. Sowerby I, 1833 - homônimo júnior inválido de G. B. Sowerby I, 1833; Conus sinensis G. B. Sowerby I, 1841 - homônimo júnior inválido de Gmelin, 1791; Conus sowerbii Reeve, 1849)
- Conus praelatus Hwass in Bruguière, 1792 (Conus fortdauphinensis (Bozzetti, 2015); Conus miniturritus (Bozzetti, 2017); Conus pennaceus tsara Korn, Niederhöfer & Blöcher, 2000)
- Conus pretiosus G. Nevill & H. Nevill, 1874 (Conus phuketensis da Motta, 1978)
- Conus primus Röckel & Korn, 1990
- Conus princeps Linnaeus, 1758 (Conus lineolatus Valenciennes, 1832; Conus regius Hwass in Bruguière, 1792)
- Conus proximus G. B. Sowerby II, 1860 (Conus pulcher A. Adams, 1855 - homônimo júnior inválido de [Lightfoot], 1786)
- Conus pseudaurantius Vink & Cosel, 1985
- Conus pseudimperialis Moolenbeek, Zandbergen & Bouchet, 2008
- Conus pseudoarmoricus P. Marshall & R. Murdoch, 1920 †
- Conus pseudocardinalis Coltro, 2004
- Conus pseudocedonulli Blainville, 1818 (Conus blainvillii Vignard, 1829; Conus hereditarius da Motta, 1987)
- Conus pseudonivifer Monteiro, Tenorio & Poppe, 2004
- Conus pseudotextile Grateloup, 1835 †
- Conus pulcher [Lightfoot], 1786 (Conus archithalassius Link, 1807; Conus bicolor G. B. Sowerby I, 1833 (em maio) - homônimo júnior inválido de G. B. Sowerby I, 1833 (em março)Conus breviculus G. B. Sowerby I, 1833; Conus fluctifer Dillwyn, 1817; Conus gigas Fischer von Waldheim, 1807; Conus grandis G. B. Sowerby I, 1823; Conus leoninus Gmelin, 1791 - homônimo júnior inválido de [Lightfoot], 1786; Conus nicolii J. Wilson, 1831; Conus papilionaceus Hwass in Bruguière, 1792; Conus papillaris G. B. Sowerby I, 1833; Conus prometheus Hwass in Bruguière, 1792)
- Conus pulicarius Hwass in Bruguière, 1792 (Conus fustigatus Hwass in Bruguière, 1792)
- Conus purissimus Filmer, 2011 (Conus lacteus Lamarck, 1810 - homônimo júnior inválido e secundário de Röding, 1798)
- Conus purpurascens G. B. Sowerby I, 1833 (Conus comptus Gould, 1853; Conus luzonicus sensu G. B. Sowerby II, 1858; Conus regalitatis G. B. Sowerby I, 1834)
- Conus purvisi (Cossignani & Fiadeiro, 2017)
- Conus quasimagus (Bozzetti, 2016)
- Conus queenslandis da Motta, 1984 (Conus tribblei queenslandis da Motta, 1984)
- Conus quercinus [Lightfoot], 1786 (Conus akabensis G. B. Sowerby III, 1887; Conus cingulum Gmelin, 1791; Conus egregius G. B. Sowerby III, 1914; Conus fulvostriatus Fenaux, 1942; Conus hepaticus Kiener, 1847; Conus jeffreyi (Petuch & Sargent, 2011); Conus quercinus Hwass in Bruguière, 1792)
- Conus quiquandoni Lorenz & Barbier, 2008
- Conus radiatus Gmelin, 1791
- Conus ranonganus da Motta, 1978
- Conus rattus Hwass in Bruguière, 1792 (Conus chemnitzii Dillwyn, 1817; Conus semivelatus G. B. Sowerby III, 1882; Conus tahitiensis Dautzenberg, 1932; Conus viridis G. B. Sowerby II, 1857)
- Conus raulsilvai Rolán, Monteiro & Fernandes, 1998
- Conus rawaiensis da Motta, 1978
- Conus recluzianus Bernardi, 1853
- Conus recognitus Guppy, 1867 † (Conus solidus G. B. Sowerby I, 1850 - homônimo júnior inválido e secundário de Gmelin, 1791 †)
- Conus recurvus Broderip, 1833 (Conus gradatus thaanumi Schwengel, 1955)
- Conus reductaspiralis Walls, 1979
- Conus regius Gmelin, 1791 (Conus citrinus Gmelin, 1791; Conus gadesi Espinosa & Ortea, 2005; Conus leucostictus Gmelin, 1791; Conus nebulosus Hwass in Bruguière, 1792 - homônimo júnior inválido de Gmelin, 1791; Conus spurius (Röding, 1798))
- Conus regonae Rolán & Trovão, 1990
- Conus regularis G. B. Sowerby I, 1833 (Conus angulatus A. Adams, 1855; Conus incurvus G. B. Sowerby I, 1833; Conus magdalenensis Bartsch & Rehder, 1939; Conus syriacus G. B. Sowerby I, 1833 - homônimo júnior secundário de Röding, 1798)
- Conus reticulatus Born, 1778
- Conus retifer Menke, 1829 (Conus solidus G. B. Sowerby I, 1841 - homônimo júnior inválido de Gmelin, 1791)
- Conus richardbinghami Petuch, 1993
- Conus richardsae Röckel & Korn, 1992
- Conus richeri Richard & Moolenbeek, 1988
- Conus rikae (Petuch & Berschauer, 2018)
- Conus riosi Petuch, 1986
- Conus ritae Petuch, 1995
- Conus rizali Olivera & Biggs, 2010
- Conus robini (Limpalaër & Monnier, 2012)
- Conus roeckeli Rolán, 1980 (Conus damioi (Cossignani & Fiadeiro, 2015))
- Conus rolani Röckel, 1986
- Conus roquensis (Cossignani & Fiadeiro, 2015)
- Conus rosalindensis Petuch, 1998
- Conus rosemaryae Petuch, 1990
- Conus roseorapum G. Raybaudi & da Motta, 1990
- Conus rosi (Petuch & Berschauer, 2015)
- Conus rosiae (Monnier, Batifoix & Limpalaër, 2018)
- Conus rouxi (Monnier, Limpalaër & Robin, 2013)
- Conus royaikeni (S. G. Veldsman, 2010)
- Conus rufimaculosus Macpherson, 1959
- Conus ruthae (Monnier & Limpalaër, 2013)
- Conus sahlbergi da Motta & Harland, 1986
- Conus sakalava (Monnier & Tenorio, 2017)
- Conus salletae (Cossignani, 2014)
- Conus salzmanni G. Raybaudi Massilia & Rolán, 1997
- Conus sanderi Wils & Moolenbeek, 1979 (Conus hunti Wils & Moolenbeek, 1979; Conus knudseni Sander, 1982; Conus perprotractus Petuch, 1987; Conus sorenseni Sander, 1982)
- Conus sandwichensis Walls, 1978 (Conus suturatus sandwichensis Walls, 1978)
- Conus sanguineus Kiener, 1850
- Conus sanguinolentus Quoy & Gaimard, 1834
- Conus santaluziensis (Cossignani & Fiadeiro, 2015)
- Conus santanaensis (Afonso & Tenorio, 2014)
- Conus santinii (Monnier & Limpalaër, 2014)
- Conus saragasae Rolán, 1986
- Conus sartii Korn, Niederhöfer & Blöcher, 2002
- Conus scabriusculus Dillwyn, 1817
- Conus scalaris Valenciennes, 1832
- Conus scalarispira (Bozzetti, 2012)
- Conus scalarissimus da Motta, 1988 (Conus gradatus Reeve, 1843 - homônimo júnior inválido de W. Wood, 1828)
- Conus scalptus Reeve, 1843
- Conus scopulorum van Mol, Tursch & Kempf, 1971
- Conus scottjordani (Poppe, Monnier & Tagaro, 2012)
- Conus sculletti Marsh, 1962
- Conus sculpturatus Röckel & da Motta, 1986
- Conus sennottorum Rehder & Abbott, 1951
- Conus sertacinctus Röckel, 1986
- Conus sewalli Maury, 1917 †
- Conus shaskyi (Tenorio, Tucker & Chaney, 2012)
- Conus shikamai Coomans, Moolenbeek & Wils, 1985 (Conus clandestinus Shikama, 1979 - nomen nudum)
- Conus simonis Bozzetti, 2010 (Conus atimovatae (Bozzetti, 2012))
- Conus sinaiensis (Petuch & Berschauer, 2016)
- Conus skoglundae (Tenorio, Tucker & Chaney, 2012)
- Conus smoesi (Petuch & Berschauer, 2016)
- Conus sogodensis (Poppe, Monnier & Tagaro, 2012)
- Conus solangeae Bozzetti, 2004
- Conus solidus Gmelin, 1791
- Conus solomonensis Delsaerdt, 1992
- Conus spectrum Linnaeus, 1758 (Conus felinus Link, 1807; Conus filamentosus Reeve, 1849; Conus stillatus Reeve, 1849; Conus verreauxii Kiener, 1846)
- Conus sphacelatus G. B. Sowerby I, 1833 (Conus liratus Reeve, 1844)
- Conus spiceri Bartsch & Rehder, 1943
- Conus splendidulus G. B. Sowerby I, 1833 (Conus anadema Tomlin, 1937; Conus fasciatus Kiener, 1850 - homônimo júnior inválido de Schröter, 1803 / Perry, 1811)
- Conus sponsalis Hwass in Bruguière, 1792 (Conus maculatus Bosc, 1801; Conus puncturatus Hwass in Bruguière, 1792)
- Conus spurius Gmelin, 1791 (Conus leoninus Hwass in Bruguière, 1792 - homônimo júnior inválido de [Lightfoot], 1786; Conus ochraceus Lamarck, 1810; Conus paulina Kiener, 1850; Conus proteus Hwass in Bruguière, 1792; Conus weinkauffii Löbbecke, 1882)
- Conus stanfieldi Petuch, 1998
- Conus stercusmuscarum Linnaeus, 1758
- Conus stimpsoni Dall, 1902
- Conus stramineus Lamarck, 1810 (Conus alveolus G. B. Sowerby I, 1833; Conus fuscomaculatus E. A. Smith, 1877)
- Conus straturatus G. B. Sowerby II, 1865 (Conus albospira E. A. Smith, 1880)
- Conus striatellus Link, 1807 (Conus lictor Boivin, 1864; Conus lineatus Hwass in Bruguière, 1792 - homônimo júnior inválido de Solander, 1766; Conus pulchrelineatus Hopwood, 1921)
- Conus striatus Linnaeus, 1758 (Conus chusaki da Motta, 1978; Conus floridus G. B. Sowerby II, 1858; Conus leoninus [Lightfoot], 1786)
- Conus striolatus Kiener, 1848
- Conus stupa (Kuroda, 1956)
- Conus stupella (Kuroda, 1956)
- Conus subachatinus Crosse, 1858 †
- Conus subtessellatus d'Orbigny, 1852 †
- Conus suduirauti Raybaudi Massilia, 2004
- Conus sugillatus Reeve, 1844
- Conus sugimotonis Kuroda, 1928 (Conus whiteheadae da Motta, 1985)
- Conus sukhadwalai Röckel & da Motta, 1983
- Conus sulcatus Hwass in Bruguière, 1792 (Conus asper Lamarck, 1810; Conus bocki G. B. Sowerby III, 1881; Conus brettinghami Coomans, Moolenbeek & Wils, 1982; Conus costatus Holten, 1802 - homônimo júnior inválido de Gmelin, 1791; Conus orbitatus Reeve, 1843; Conus samiae da Motta, 1982; Conus undulatus G. B. Sowerby II, 1858 - homônimo júnior inválido de [Lightfoot], 1786)
- Conus sulcocastaneus Kosuge, 1981 (Conus vicdani Kosuge, 1980 - homônimo júnior inválido de Lan, 1978)
- Conus sunderlandi Petuch, 1987
- Conus suratensis Hwass in Bruguière, 1792
- Conus sutanorcum Moolenbeek, Röckel & Bouchet, 2008
- Conus suturatus Reeve, 1844 (Conus hawaiensis Kaicher, 1956 -nomen dubium; Conus turbinatus G. B. Sowerby II, 1858)
- Conus swainsoni Estival & Cosel, 1986
- Conus sydneyensis G. B. Sowerby III, 1887
- Conus symmetricus G. B. Sowerby I, 1850 †
- Conus tabidus Reeve, 1844
- Conus tacomae Boyer & Pelorce, 2009
- Conus taeniatus Hwass in Bruguière, 1792
- Conus tagaroae (Limpalaër & Monnier, 2013)
- Conus taitensis Hwass in Bruguière, 1792
- Conus taphrus Woodring, 1970 †
- Conus telatus Reeve, 1848
- Conus tenorioi (Monnier, Monteiro & Limpalaër, 2016)
- Conus tenuilineatus Rolán & Röckel, 2001
- Conus tenuistriatus G. B. Sowerby II, 1858
- Conus terebra Born, 1778 (Conus coelebs Hinds, 1843; Conus fusus Gmelin, 1791; Conus terebellum Gmelin, 1791 - homônimo júnior inválido de Linnaeus, 1758; Conus thomasi G. B. Sowerby III, 1881)
- Conus terryni Tenorio & Poppe, 2004 (Conus sagarinoi Fenzan, 2004)
- Conus tessulatus Born, 1778 (Conus ducphuongi Thach, 2017)
- Conus tethys (Petuch & Sargent, 2011)
- Conus textile Linnaeus, 1758 (Conus cholmondeleyi Melvill, 1900; Conus concatenatus Kiener, 1850; Conus corbula G. B. Sowerby II, 1858; Conus dilectus Gould, 1850; Conus gloriamaris Perry, 1810; Conus reteaureum Perry, 1811; Conus tigrinus G. B. Sowerby II, 1858; Conus undulatus [Lightfoot], 1786; Conus verriculum Reeve, 1843)
- Conus thalassiarchus G. B. Sowerby I, 1834 (Conus castrensis Gould, 1842; Conus mariei Jousseaume, 1899)
- Conus theodorei Petuch, 2000
- Conus therriaulti (Petuch, 2013)
- Conus thevenardensis da Motta, 1987
- Conus thomae Gmelin, 1791 (Conus jousseaumei Couturier, 1891; Conus omaicus Hwass in Bruguière, 1792)
- Conus thorae Finlay, 1927 †
- Conus tiaratus G. B. Sowerby I, 1833 (Conus roosevelti Bartsch & Rehder, 1939)
- Conus timorensis Hwass in Bruguière, 1792 (Conus euschemon Tomlin, 1937; Conus gracilis Wood, 1828 - homônimo júnior inválido de G. B. Sowerby I, 1823; Conus vespertinus G. B. Sowerby I, 1825)
- Conus tinianus Hwass in Bruguière, 1792 (Conus alfredensis Bartsch, 1915; Conus aurora Lamarck, 1810; Conus fulvus G. B. Sowerby III, 1889 - homônimo júnior inválido de Schröter, 1803; Conus kraussi W. H. Turton, 1932; Conus lavendulus Bartsch, 1915; Conus lavendulus approximata W. H. Turton, 1932; Conus loveni Krauss, 1848; Conus rosaceus Dillwyn, 1817; Conus secutor Crosse, 1865; Conus tenuis G. B. Sowerby I, 1833)
- Conus tisii T. C. Lan, 1978
- Conus tonisii (Petuch & Myers, 2014)
- Conus tostesi Petuch, 1986
- Conus tourosensis (Petuch & Berschauer, 2018)
- Conus transkeiensis Korn, 1998 (Conus pictus transkeiensis Korn, 1998)
- Conus trencarti Nolf & Verstraeten, 2008
- Conus tribblei Walls, 1977 (Conus suluensis Shikama, 1979)
- Conus trigonicus Tomlin, 1937 †
- Conus trigonus Reeve, 1848
- Conus tristensis Petuch, 1987
- Conus trochulus Reeve, 1844 (Conus atlanticoselvagem Afonso & Tenorio, 2004)
- Conus troendlei Moolenbeek, Zandbergen & Bouchet, 2008
- Conus trovaoi Rolán & Röckel, 2000
- Conus tulipa Linnaeus, 1758 (Conus borbonicus H. Adams, 1868)
- Conus tuticorinensis Röckel & Korn, 1990
- Conus typhon Kilburn, 1975
- Conus unifasciatus Kiener, 1850
- Conus urashimanus Kuroda & Itô, 1961
- Conus vanvilstereni (Moolenbeek & Zandbergen, 2013)
- Conus vappereaui Monteiro, 2009 (Conus moluccensis vappereaui Monteiro, 2009)
- Conus varandinhensis (Cossignani & Fiadeiro, 2017)
- Conus variegatus Kiener, 1848 (Conus obtusus Kiener, 1850 - homônimo júnior inválido de Requien, 1848)
- Conus varius Linnaeus, 1758 (Conus buniatus (Bozzetti, 2013); Conus hevassii A. Adams, 1855; Conus pulchellus G. B. Sowerby I, 1834 - homônimo júnior inválido de Swainson, 1822)
- Conus vautieri Kiener, 1847
- Conus vayssierei Pallary, 1906
- Conus velaensis Petuch, 1993
- Conus velliesi (S. G. Veldsman, 2016)
- Conus venezuelanus Petuch, 1987
- Conus ventricosus Gmelin, 1791 (Conus adansonii Lamarck, 1810; Conus adriaticus Nardo, 1847; Conus amazonicus Nardo, 1847; Conus caillaudi Jay, 1846; Conus chersoideus Nardo, 1847; Conus cinctus Bosc, 1801; Conus clodianus Nardo, 1847; Conus cretheus Nardo, 1847; Conus epaphus Nardo, 1847; Conus galloprovincialis Locard, 1886; Conus glaucescens G. B. Sowerby I, 1834; Conus grossii Maravigna, 1853; Conus guestieri Lorois, 1860; Conus hanleyi G. B. Sowerby II, 1857; Conus herillus Nardo, 1847; Conus humilis von Salis Marschlins, 1793; Conus ignobilis Olivi, 1792; Conus inaequalis Reeve, 1849; Conus intermedius Lamarck, 1810; Conus istriensis Nardo, 1847; Conus jamaicensis Hwass in Bruguière, 1792; Conus jaspis Salis Marschlins, 1793; Conus madurensis Hwass in Bruguière, 1792; Conus mediterraneus Hwass in Bruguière, 1792; Conus olivaceus Salis Marschlins, 1793 / Kiener, 1850; Conus pallans Nardo, 1847; Conus phegeus Nardo, 1847; Conus postdiluvianus Risso, 1826; Conus rusticus Poli, 1826 - homônimo júnior inválido de Linnaeus, 1758; Conus stercutius Nardo, 1847; Conus submediterraneus Locard, 1886; Conus thuscus Nardo, 1847; Conus trunculus Monterosato, 1899; Conus ventricosus mediterraneus Hwass in Bruguière, 1792; Conus zealandicus Hutton, 1873)
- Conus venulatus Hwass in Bruguière, 1792 (Conus nivifer G. B. Sowerby I, 1833; Conus nivosus Lamarck, 1810; Conus quaestor Lamarck, 1810)
- Conus verdensis Trovão, 1979 (Conus nelsontiagoi (Cossignani & Fiadeiro, 2014))
- Conus vexillum Gmelin, 1791 (Conus kersteni Thach, 2017 - homônimo júnior inválido de Tenorio, Afonso & Rolán, 2008; Conus leopardus Dillwyn, 1817 - homônimo júnior secundário de (Röding, 1798); Conus paulkersteni Thach, 2017; Conus robillardi Bernardi, 1858; Conus sulphuratus Kiener, 1846; Conus sumatrensis Hwass in Bruguière, 1792; Conus vexillum sumatrensis Hwass in Bruguière, 1792)
- Conus vezoi Korn, Niederhöfer & Blöcher, 2000 (Conus pennaceus pseudoecho (Bozzetti, 2013); Conus pennaceus vezoi Korn, Niederhöfer & Blöcher, 2000)
- Conus vezzarochristophei Cossignani, 2018
- Conus vezzaroi (Cossignani, 2016)
- Conus victoriae Reeve, 1843 (Conus complanatus G. B. Sowerby II, 1866)
- Conus vicweei Old, 1973
- Conus vidua Reeve, 1843
- Conus vikingorum Petuch, 1993
- Conus villepinii P. Fischer & Bernardi, 1857 (Conus fosteri Clench, 1942)
- Conus viola Cernohorsky, 1977 (Conus violaceus Reeve, 1844 - homônimo júnior inválido de Gmelin, 1791)
- Conus violaceus Gmelin, 1791 (Conus tendineus Hwass in Bruguière, 1792)
- Conus virgatus Reeve, 1849 > (Conus cumingii Reeve, 1849 - homônimo júnior inválido de Reeve, 1848; Conus signae Bartsch, 1937)
- Conus virgo Linnaeus, 1758
- Conus visagenus Kilburn, 1974
- Conus vittatus Hwass in Bruguière, 1792 (Conus reevei Kiener, 1845)
- Conus vitulinus Hwass in Bruguière, 1792
- Conus voluminalis Reeve, 1843 (Conus clandestinatous Shikama, 1979; Conus filicinctus Schepman, 1913; Conus macarae Bernardi, 1857)
- Conus vulcanus Tenorio & Afonso, 2004 (Conus miguelfiaderoi (Cossignani & Fiadeiro, 2015))
- Conus wallangra (Garrard, 1961)
- Conus wandae (Cossignani, 2014)
- Conus wilsi Delsaerdt, 1998
- Conus wittigi Walls, 1977 (Conus kongaensis da Motta, 1984)
- Conus wolof (Petuch & Berschauer, 2018)
- Conus woodringi Hendricks, 2018 †
- Conus worki Petuch, 1998
- Conus xanthicus Dall, 1910 (Conus chrysocestus Berry, 1968)
- Conus xanthocinctus Petuch, 1986
- Conus xenicus Pilsbry & Johnson, 1917 †
- Conus xhosa (S. G. Veldsman, 2016)
- Conus xicoi Röckel, 1987
- Conus yemenensis Bondarev, 1997
- Conus zambaensis Hendricks, 2015 †
- Conus zandbergeni Filmer & Moolenbeek, 2010
- Conus zapatosensis Röckel, 1987
- Conus zebra Lamarck, 1810 (Conus nahoniaraensis da Motta, 1986)
- Conus zebroides Kiener, 1848 (Conus angolensis Paes da Franca, 1957)
- Conus zeylanicus Gmelin, 1791 (Conus ceylonicus Reeve, 1849 / G. B. Sowerby II, 1857; Conus obesus Hwass in Bruguière, 1792)
- Conus ziczac Megerle von Mühlfeld, 1816 (Conus beddomei G. B. Sowerby III, 1901)
- Conus zonatus Hwass in Bruguière, 1792 (Conus edwardi Preston, 1908; Conus lapideus Holten, 1802)
- Conus zylmanae Petuch, 1998

## Imagens deConus

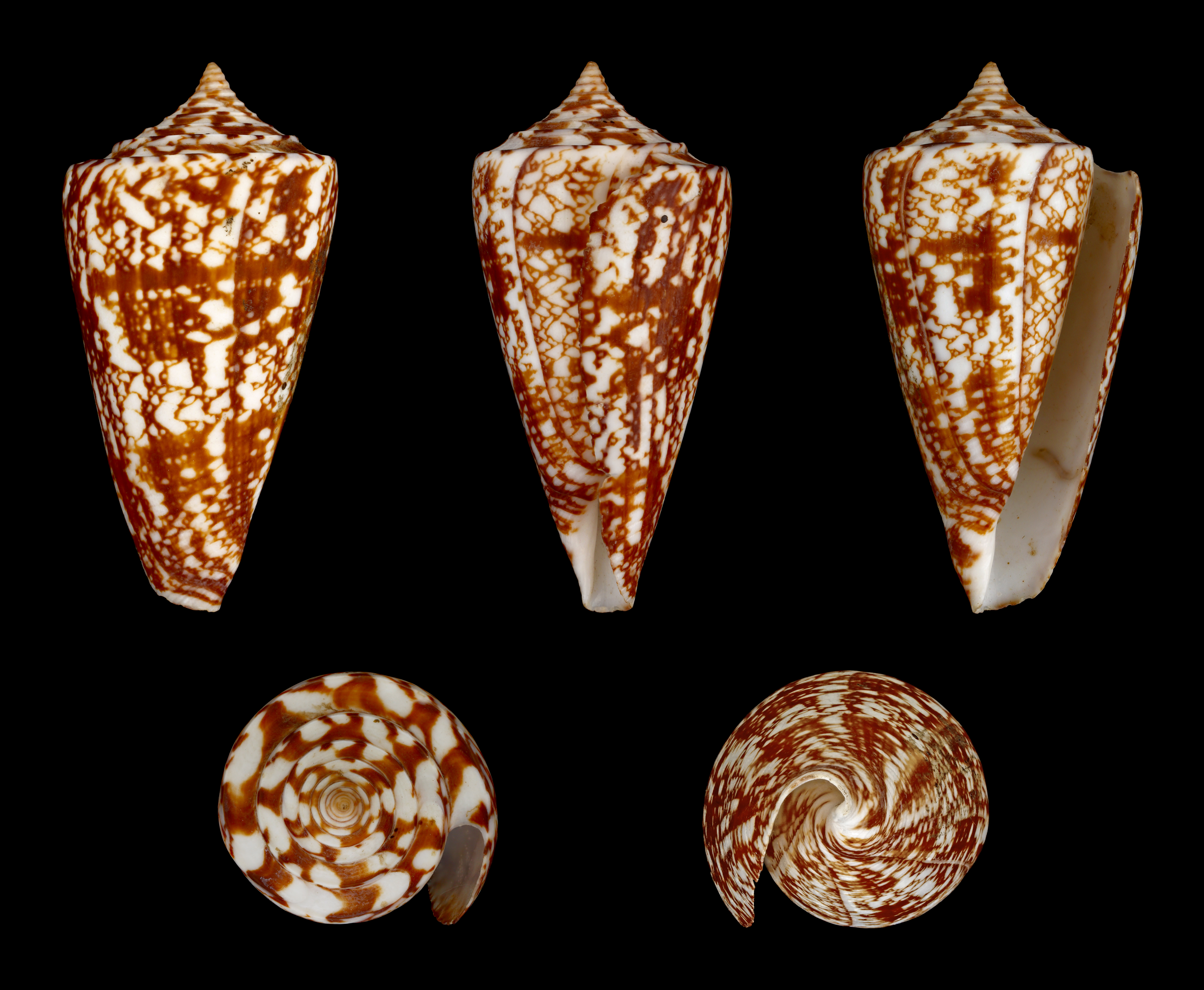
Cinco vistas da concha de Conus amadis Gmelin, 1791, encontrada no oceano Índico e Indonésia.
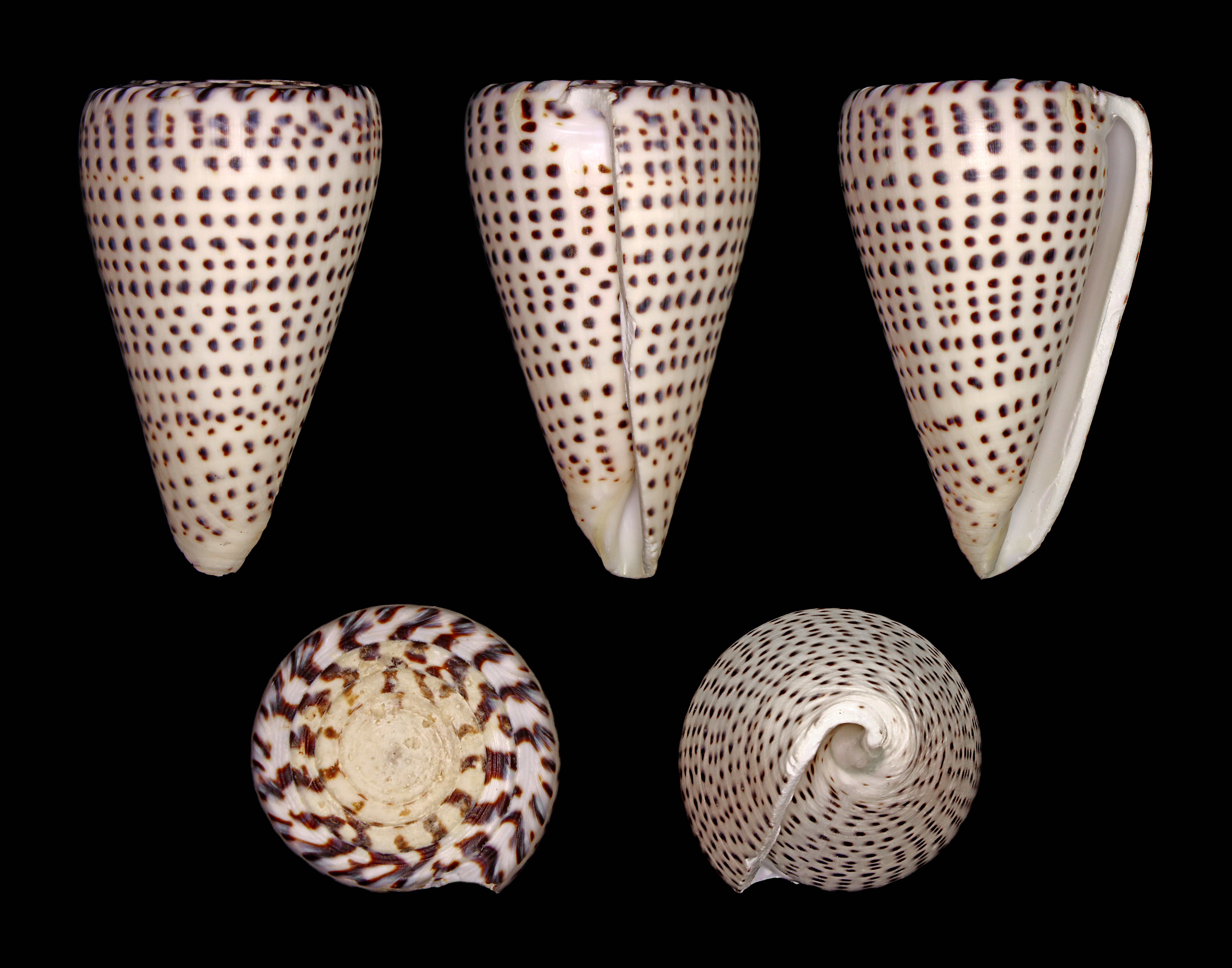
Cinco vistas da concha de Conus leopardus (Röding, 1798), encontrada no Indo-Pacífico. A espécie Conus litteratus Linnaeus, 1758, tem conchas com manchas maiores e faixas amarelas.
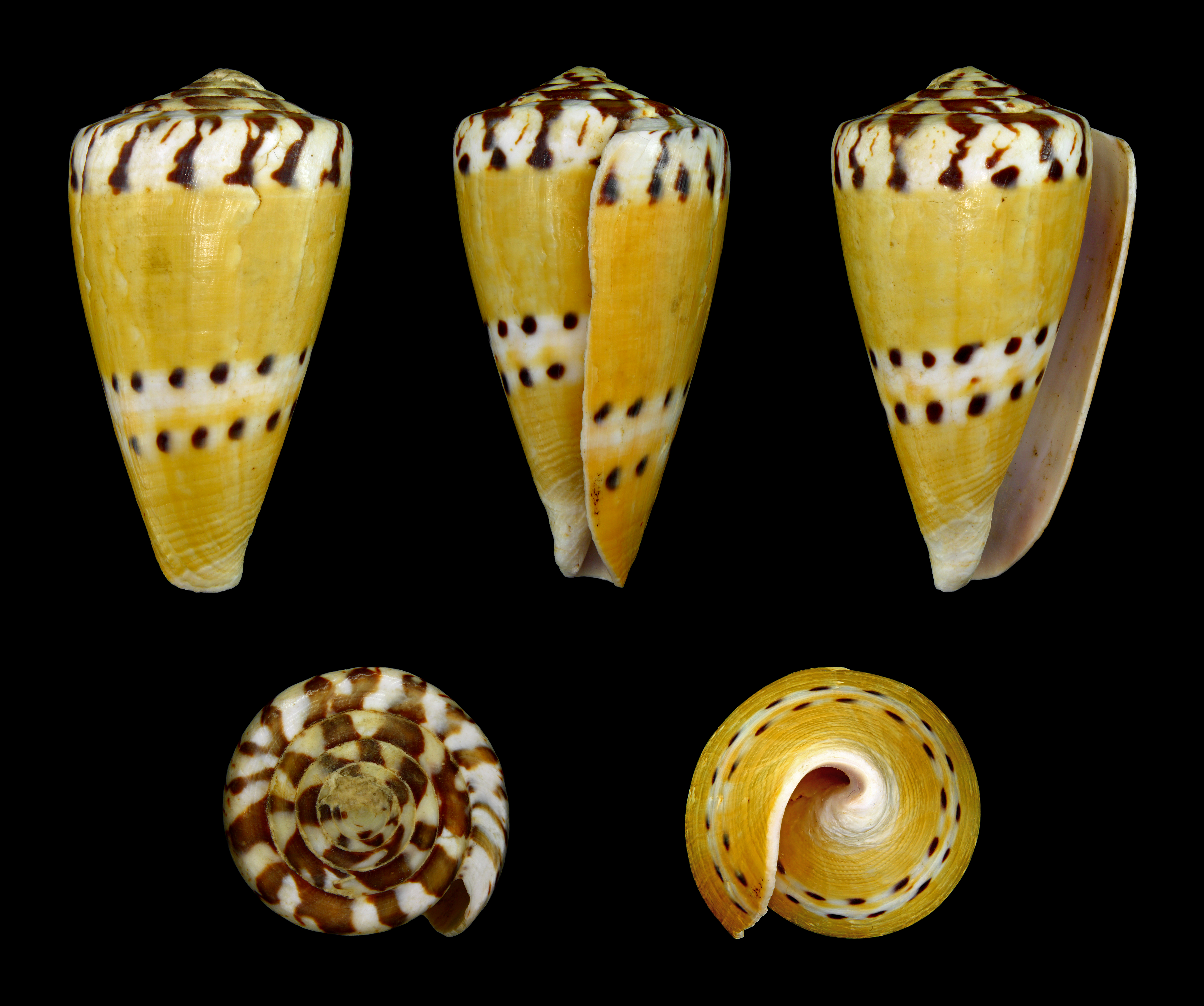
Cinco vistas da concha de Conus mustelinus Hwass, 1792, encontrada no Indo-Pacífico Ocidental.
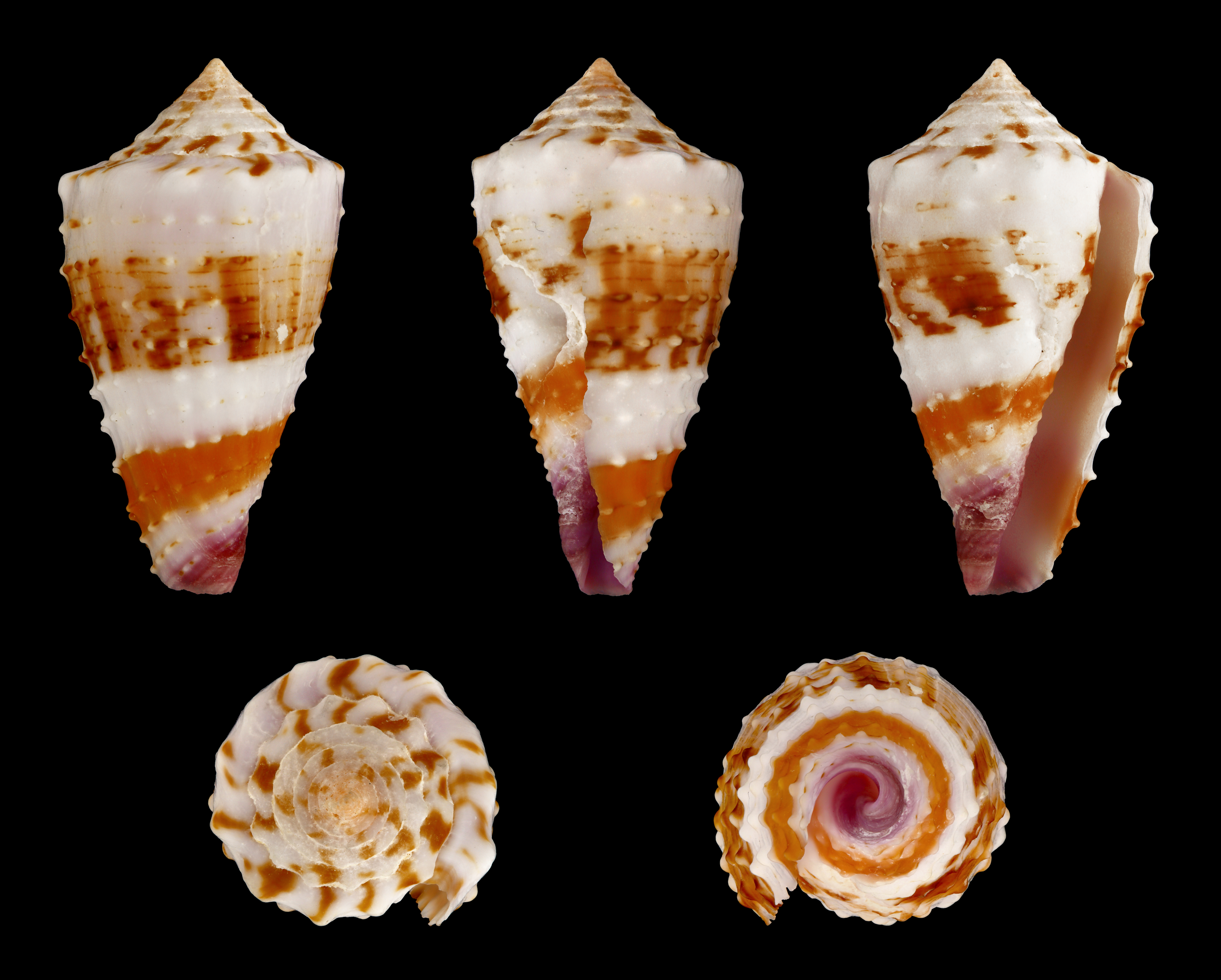
Cinco vistas da concha de Conus floridulus A. Adams & Reeve, 1848, encontrada do Golfo de Papua às Filipinas.
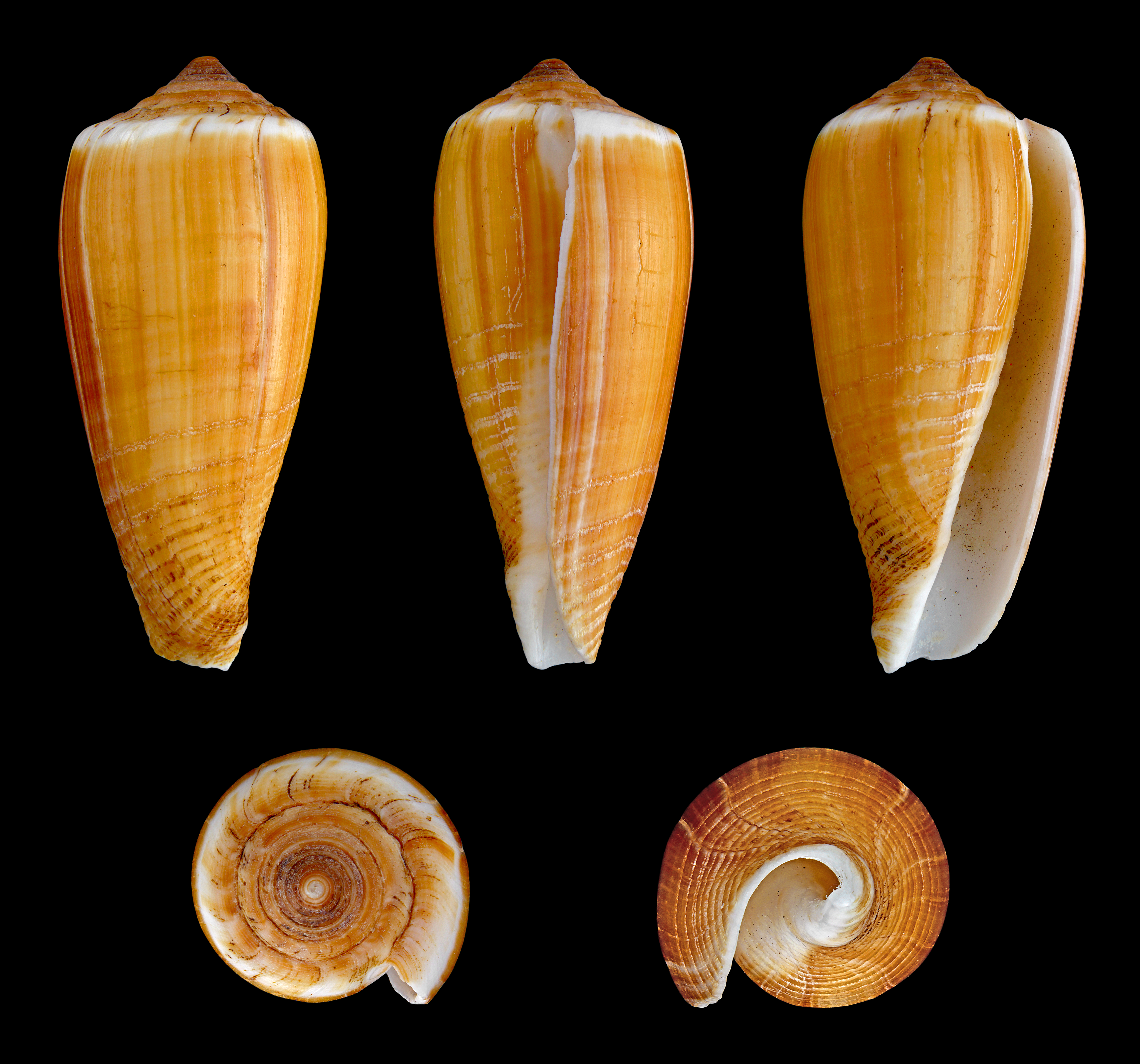
Cinco vistas da concha de Conus radiatus Linnaeus, 1758, encontrada de Fiji às Filipinas.
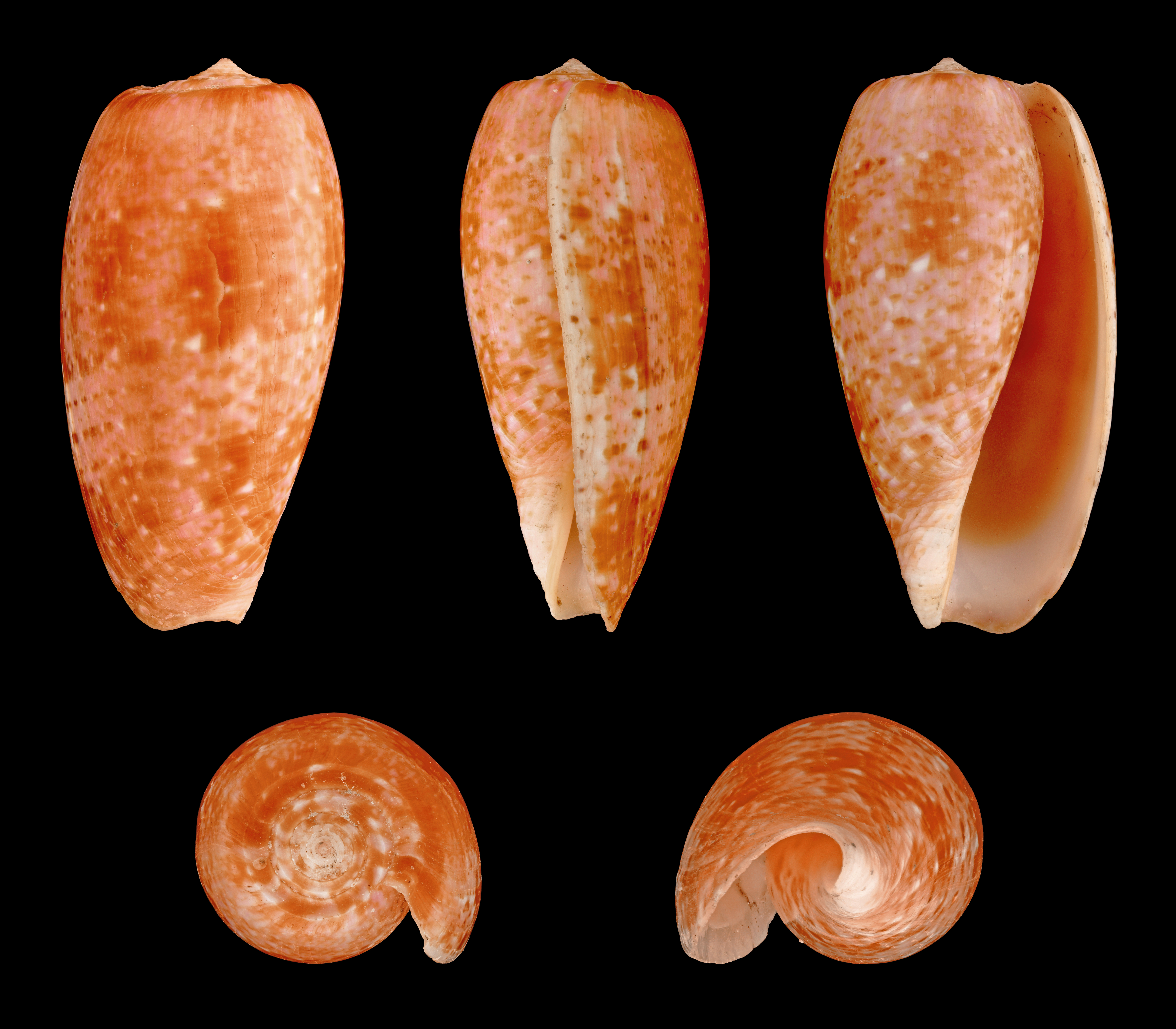
Cinco vistas da concha de Conus bullatus Linnaeus, 1758, encontrada no Indo-Pacífico.
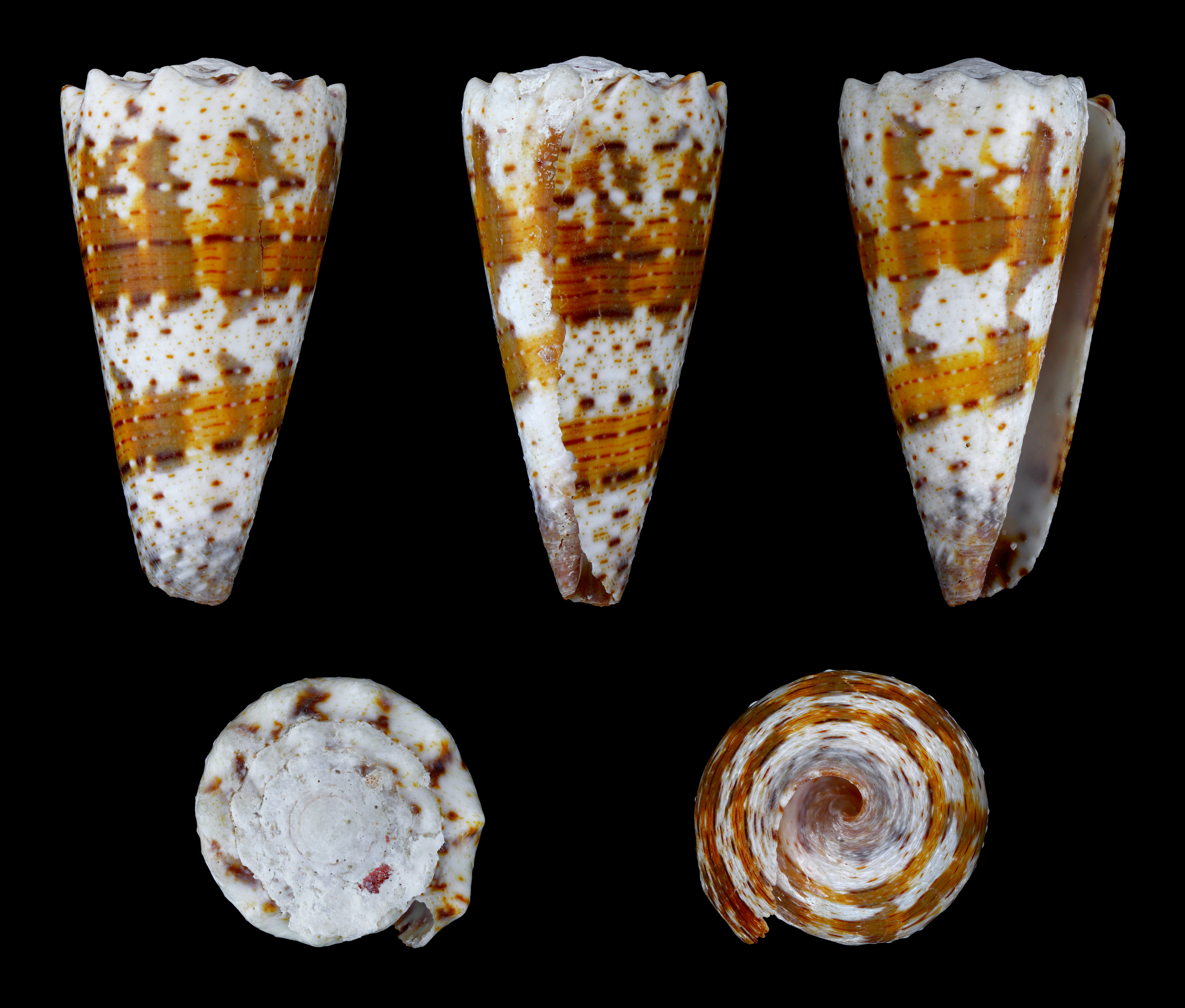
Cinco vistas da concha de Conus imperialis Linnaeus, 1758, encontrada no Indo-Pacífico, na zona entremarés.